# Courbevoie
Courbevoie (/kuʁ.bə.vwa/) est une commune française située dans le département des Hauts-de-Seine en région Île-de-France, à l'ouest de Paris, sur la rive gauche de la Seine.
Le quartier de La Défense, principal quartier d'affaires de l'agglomération parisienne, s'étend en partie sur Courbevoie, le reste étant partagé entre les communes de Puteaux, Nanterre et La Garenne-Colombes.
Courbevoie, siège de la Société nautique de la basse Seine, a accueilli les épreuves d'aviron, de natation et de water-polo des Jeux olympiques d'été de 1900. Le crawl y fut nagé pour la première fois aux Jeux olympiques.

## Géographie

### Localisation
Courbevoie est une ville située en proche banlieue ouest de Paris, à deux kilomètres des limites de la capitale. Elle s'étend sur la rive gauche de la Seine, du quartier de La Défense au sud, qui occupe une partie de son territoire, à Asnières-sur-Seine, au nord.
Elle est également limitrophe des communes de La Garenne-Colombes et Bois-Colombes au nord, Asnières-sur-Seine au nord-est, Levallois-Perret au sud-est, Neuilly-sur-Seine au sud, Puteaux au sud-ouest et Nanterre à l'ouest.

Situation de Courbevoie
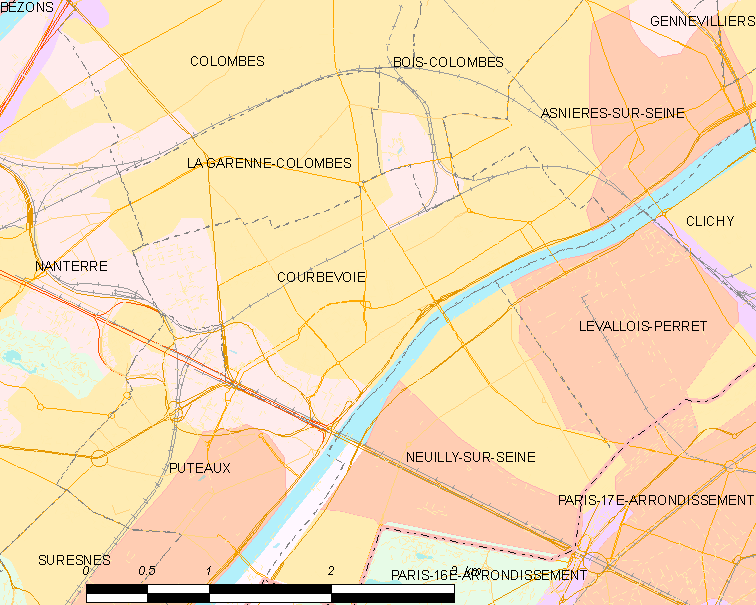
Carte de la commune.
Vue de la commune de Courbevoie en rouge sur la carte de Paris et de la « Petite Couronne ».

| La Garenne-Colombes | Bois-Colombes     | Asnières-sur-Seine |
| Nanterre            | Courbevoie        |                    |
| Puteaux             | Neuilly-sur-Seine | Levallois-Perret   |

### Géologie et relief
La superficie de la commune est de 417 hectares ; l'altitude varie de 25  à   56 mètres.

### Hydrographie
La ville de Courbevoie est bordée au sud-est par la Seine.

### Climat
Pour des articles plus généraux, voir Climat de l'Île-de-France et Climat des Hauts-de-Seine.
En 2010, le climat de la commune est de type climat océanique dégradé des plaines du Centre et du Nord, selon une étude du CNRS s'appuyant sur une série de données couvrant la période 1971-2000. En 2020, Météo-France publie une typologie des climats de la France métropolitaine dans laquelle la commune est exposée à un climat océanique altéré et est dans la région climatique Sud-ouest du bassin Parisien, caractérisée par une faible pluviométrie, notamment au printemps (120 à 150 mm) et un hiver froid (3,5 °C).
Pour la période 1971-2000, la température annuelle moyenne est de 12,2 °C, avec une amplitude thermique annuelle de 15,3 °C. Le cumul annuel moyen de précipitations est de 640 mm, avec 10,3 jours de précipitations en janvier et 7,7 jours en juillet. Pour la période 1991-2020, la température moyenne annuelle observée sur la station météorologique la plus proche, située sur la commune de Paris à 9 km à vol d'oiseau, est de 13,3 °C et le cumul annuel moyen de précipitations est de 667,4 mm,.
Pour l'avenir, les paramètres climatiques de la commune estimés pour 2050 selon différents scénarios d'émission de gaz à effet de serre sont consultables sur un site dédié publié par Météo-France en novembre 2022.

### Voies de communication et transports

#### Voies routières
- L'autoroute A14 traverse Courbevoie, possédant une sortie nommée "LA DÉFENSE-CENTRE" vers Paris, permettant de rejoindre la commune via le Boulevard circulaire, ainsi qu'une entrée direction "ROUEN - RUEIL-MALMAISON - SAINT-GERMAIN EN LAYE" sous l'amorce du pont de Neuilly.
- La RD 6 part du quai Paul Doumer, s'orientant au nord-ouest, passant par la rue de l'Abreuvoir, la rue de Bezons, franchit la gare SNCF de Courbevoie avant de basculer sur l'avenue Marceau, puis aboutit enfin à La Garenne-Colombes, croisant la RD 11 et la rue Raymond Ridel (la RD 6 continue sur environ 400 mètres avant de finir sa course perpendiculairement à la RD 992, à proximité de la place de Belgique).
- La RD 7, partant du quai Maréchal-Joffre, traverse la commune depuis la limite d'Asnières-sur-Seine, dépasse le pont de Courbevoie, suit le quai Paul-Doumer jusqu'au pont de Neuilly.
- La RD 9 parcourt également Courbevoie depuis La Défense, le tracé traversant l'avenue Gambetta, les rues Baudin et de l'Alma puis le boulevard Saint-Denis, puis elle continue sur l'avenue de la Marne, située à Asnières-sur-Seine.
- La RD 9 bis se détache de la RD 9 au niveau de la place Mermoz, se dirigeant à l'ouest vers la place de Belgique de Courbevoie (à proximité de la gare de Bécon-les-Bruyères) et au sud-est vers le pont de Levallois.
- La RD 12 entame son tracé aussi à la place Mermoz, franchit par un pont les voies ferroviaires de la gare de Bécon-les-Bruyères, à la limite de Bois-Colombes.
- La RD 106 commence son tracé dans Courbevoie par le Boulevard circulaire, à l'est de La Défense, passe par la rue Louis-Blanc, traverse ensuite les rues Victor-Hugo et de Colombes, avant d'arriver au rond-point de l'Europe, à la limite de Bois-Colombes et de La Garenne-Colombes, cette route se dirigeant vers le nord, à Colombes.
- La RD 908 pénètre Courbevoie par le pont éponyme au sud, à la limite de Neuilly-sur-Seine, et achève son parcours au nord, au rond-point de l'Europe, limitrophe des communes de Bois-Colombes et de La Garenne-Colombes, la route se dirigeant vers Charlebourg (place de Belgique) à La Garenne-Colombes.
- La RD 992 se détache au nord de La Défense, parcourt Courbevoie pendant environ 600 mètres plein nord jusqu'à la rue des Fauvelles, la route basculant à La Garenne-Colombes.

#### Transports en commun
Plusieurs moyens de transports en commun permettent de circuler au sein de la ville, mais aussi de rejoindre Paris ou encore le quartier d'affaires de La Défense.
Plusieurs gares sont accessibles de Courbevoie :
- Ligne L du Transilien : Courbevoie et Bécon-les-Bruyères ;
- Lignes J et L du Transilien : Asnières-sur-Seine (100 mètres de Courbevoie) ;
- Ligne A du RER, Ligne E du RER et les lignes L et U du Transilien : La Défense (350 mètres de Courbevoie) ;

De 1936 à 1951, la halte de Courbevoie-Sport a desservi le stade municipal, converti en cynodrome accueillant des courses de lévriers. Désaffectées, les structures ferroviaires subsistent.
Les stations de métro et de tramway les plus proches de Courbevoie sont :
- Ligne 1 du métro de Paris : Esplanade de la Défense et La Défense
- Ligne 3 du métro de Paris : Pont de Levallois - Bécon (500 mètres de Courbevoie)
- Ligne 2 du tramway d'Île-de-France : La Défense (350 mètres de Courbevoie), Faubourg de l'Arche et Les Fauvelles.

En construction :
- Ligne 15 du métro de Paris : La Défense et Bécon-les-Bruyères.

Enfin, le réseau de bus RATP et le service municipal Curviabus exploité par la SAVAC, viennent compléter la desserte.

### Pistes cyclables
La ville de Courbevoie a obtenu la note de 2,4 sur 6 au Baromètre des villes cyclables, étude réalisée par la FUB. Elle se classe dans les dernières positions des villes des Hauts-de-Seine devant Levallois-Perret et Neuilly-sur-Seine. Cette note correspond à un « climat vélo » moins favorable.
La commune doit être traversée par une piste cycliste départementale de l'axe vert majeur, qui vise à relier l'ensemble des communes du département.
Depuis la pandémie de Covid-19, des pistes cyclables ont été installées dans une majeure partie de la ville.

## Urbanisme

### Typologie
Au 1er janvier 2024, Courbevoie est catégorisée « grand centre urbain », selon la nouvelle grille communale de densité à sept niveaux définie par l'Insee en 2022.
Elle appartient à l'unité urbaine de Paris, une agglomération inter-départementale regroupant 407  communes, dont elle est une commune de la banlieue,,. Par ailleurs la commune fait partie de l'aire d'attraction de Paris, dont elle est une commune du pôle principal,. Cette aire regroupe 1 929 communes,.

### Morphologie urbaine
L’Insee découpe la commune en sept « grands quartiers » soit La République, Bécon-les-Bruyères Ouest, Bécon-les-Bruyères Est, Les Fauvelles, La Défense, Stade, Centre-ville, eux-mêmes découpés en 31 îlots regroupés pour l'information statistique.
La ville de Courbevoie est divisée en quatre quartiers :
- Faubourg de l'Arche (anc. ZAC Danton)
- Bécon (et non Bécon-les-Bruyères, qui est le nom de la gare mais dont le quartier hérite souvent)
- Cœur de Ville (qui regroupe depuis le début de l'année 2015 l'ancien quartier Marceau-République)
- Gambetta

### Habitat
Selon les éléments du recensement, le parc de logements de la commune est le suivant :
| Logements                                        | Nombre en 2007 | % en 2007 | nombre en 2012 | % en 2012 | nombre en 2017 | % en 2017 |
| ------------------------------------------------ | -------------- | --------- | -------------- | --------- | -------------- | --------- |
| Total                                            | 45 662         | 100 %     | 46647          | 100 %     | 47958          | 100 %     |
| Résidences principales                           | 40 298         | 88,3 %    | 40 251         | 86,3 %    | 38 931         | 81,2 %    |
| → Dont HLM                                       | 7 950          | 19,7 %    | 8 565          | 21,3 %    | 74,83          | 19,2 %    |
| Résidences secondaires et logements occasionnels | 2 392          | 5,2 %     | 2 865          | 6,1 %     | 4 815          | 10,0 %    |
| Logements vacants                                | 2 973          | 6,5 %     | 3 531          | 7,6 %     | 4 211          | 8,8 %     |
| Dont :                                           |                |           |                |           |                |           |
| → maisons                                        | 1 452          | 3,2 %     | 1 576          | 3,4 %     | 1 440          | 3,0 %     |
| → appartements                                   | 43 283         | 94,8 %    | 43 771         | 93,8 %    | 45 915         | 95,7 %    |

La commune ne respecte pas les dispositions de l'article 55 de la Loi SRU, qui prescrit que Courbevoie doit disposer d'au moins de 25 % de logements sociaux, et est astreinte à payer des pénalités pour l'inciter à accroitre son effort de construction de logements sociaux.

### Projets d'aménagements

#### Berges de la Seine

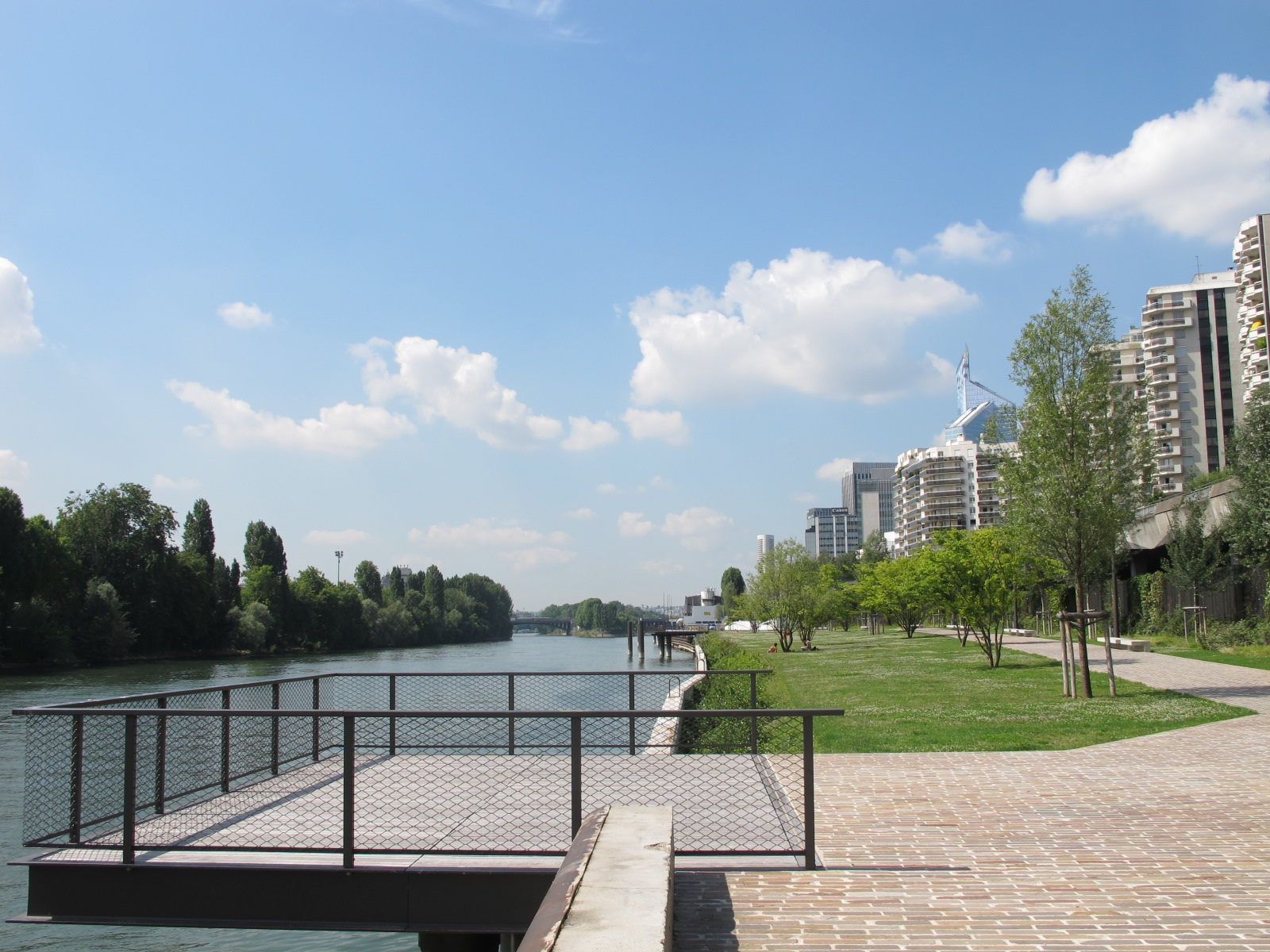
Vue de la Seine et de la promenade créée sur l'ancien port de Courbevoie avec un belvédère sur la Seine au premier plan.

Les berges de la Seine, entre la rue Ficatier et le pont de Courbevoie, ont été réaménagées en 2013 pour devenir accessibles au public. L'ancien port de Courbevoie a été transformé en un ensemble composé de promenades, d'une esplanade, d'une vaste pelouse paysagée et d'un belvédère, ainsi que du contournement de la base nautique par un encorbellement pour piétons.
La fonction portuaire a quasiment disparu de Courbevoie.

## Toponymie
Le nom de Courbevoie est mentionné sous la forme latinisée Curva Via vers 850 (« courbe voie ») et n'est probablement pas antérieur à l'époque mérovingienne. Il se réfère à un coude de l'ancienne voie romaine la chaussée Jules César qui reliait Lutèce à Rotomagus (Rouen), d'après Albert Dauzat et Charles Rostaing.
Cette mention se retrouve d'ailleurs dans la devise inscrite sur les armoiries de la ville : Curva via mens recta (« voie courbe, esprit droit ») dont l'empereur romain Antonin le Pieux serait l'auteur.

## Histoire
(août 2022).

### Antiquité
Au départ[Quand ?], Courbevoie était un petit hameau de pêcheurs et de vignerons.

### Moyen Âge
Au VIIIe siècle, le village dépendait de l'abbaye de Saint-Wandrille (dans la Seine-Maritime, près de Caudebec-en-Caux) ; puis passa sous l'autorité de l'abbé de Saint-Denis au XIIe siècle.
Au milieu du XIIe siècle, les Courbevoisiens achètent leur liberté pour vendre librement leurs produits, sans corvée. Cependant, le village dépendra de la paroisse de Colombes jusqu'en 1787.

### Époque moderne

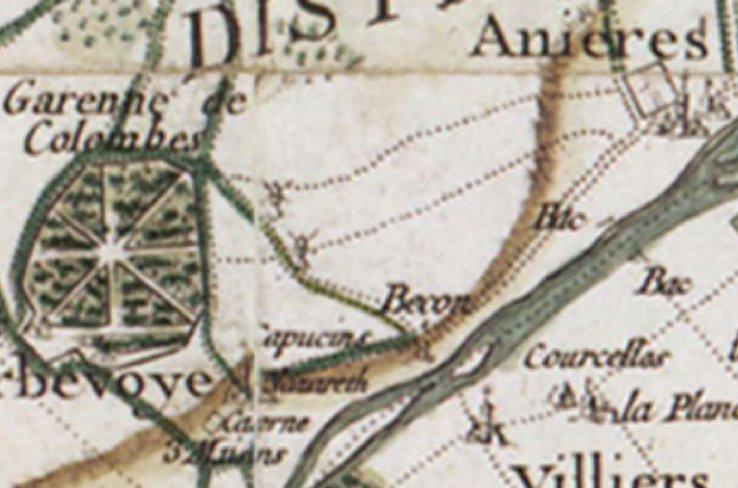
Chemin de Courbevoye à Asnières, maintenant Boulevard Saint-Denis à Courbevoie, sur la carte de Cassini (1756).

En 1606, alors que le roi Henri IV et la reine Marie de Médicis revenaient de Saint-Germain-en-Laye, ils empruntèrent le bac permettant de traverser la Seine pour regagner Paris. Le carrosse royal tomba à l'eau. À la suite de ce « naufrage », Henri IV chargea Sully de construire un pont à l'emplacement de l'actuel pont de Neuilly. Le pont initialement en bois fut reconstruit en pierre au XVIIIe siècle par Jean-Rodolphe Perronet, ingénieur du roi. En 1938, il fut remplacé par un pont métallique achevé en 1946.
Avant la Révolution, il existait à Courbevoie un couvent dit des Pénitents, fondé en 1658 par Jean-Baptiste Forne.

### Époque contemporaine

#### Naissance d'une ville

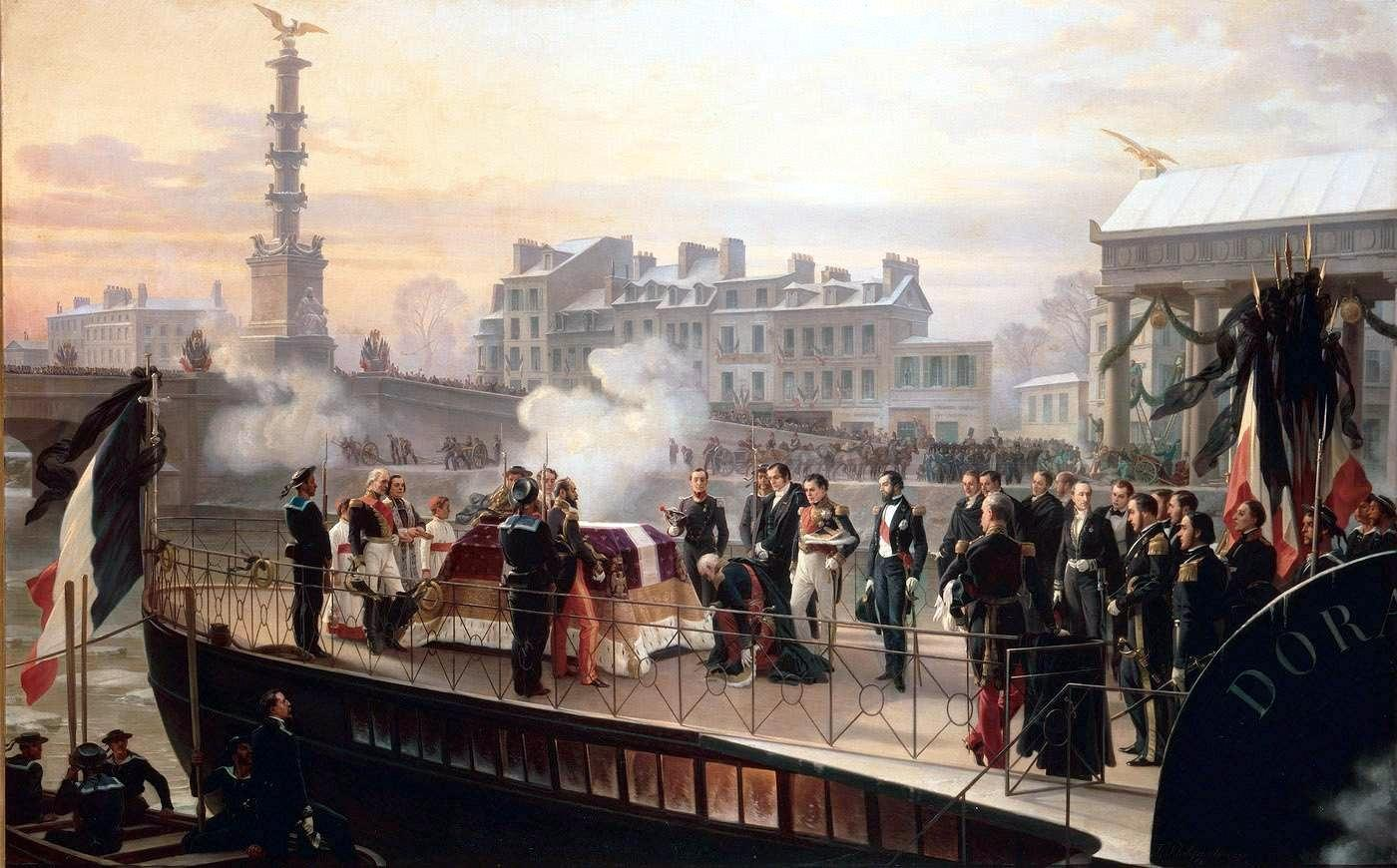
Arrivée à Courbevoie de La Dorade lors du retour des cendres de Napoléon, Philippoteaux (1876)

Il y avait un château et une caserne (caserne Charras) construite sous Louis XV pour loger les gardes suisses. En 1814, le gouvernement provisoire fit établir dans la caserne de Courbevoie un hôpital militaire destiné aux blessés des puissances alliées.
C'est par ce pont que passa le 14 décembre 1840 le cortège ramenant les cendres de Napoléon Ier depuis l'île Sainte-Hélène jusqu'aux Invalides. Par ailleurs, jusqu'en 1914, un tramway à vapeur passait sur le pont.
Jusqu'au milieu du XVIIIe siècle, Courbevoie était un village de quelques centaines d'habitants. À la fin des années 1730, Courbevoie devient une ville de garnison. Le village voit alors sa population doubler. Des ouvriers, des artisans et de nombreuses petites entreprises s'y installent. Parallèlement, jusqu'à la fin du XIXe siècle, la culture des vignes restera une activité importante de Courbevoie.

#### Ville industrielle

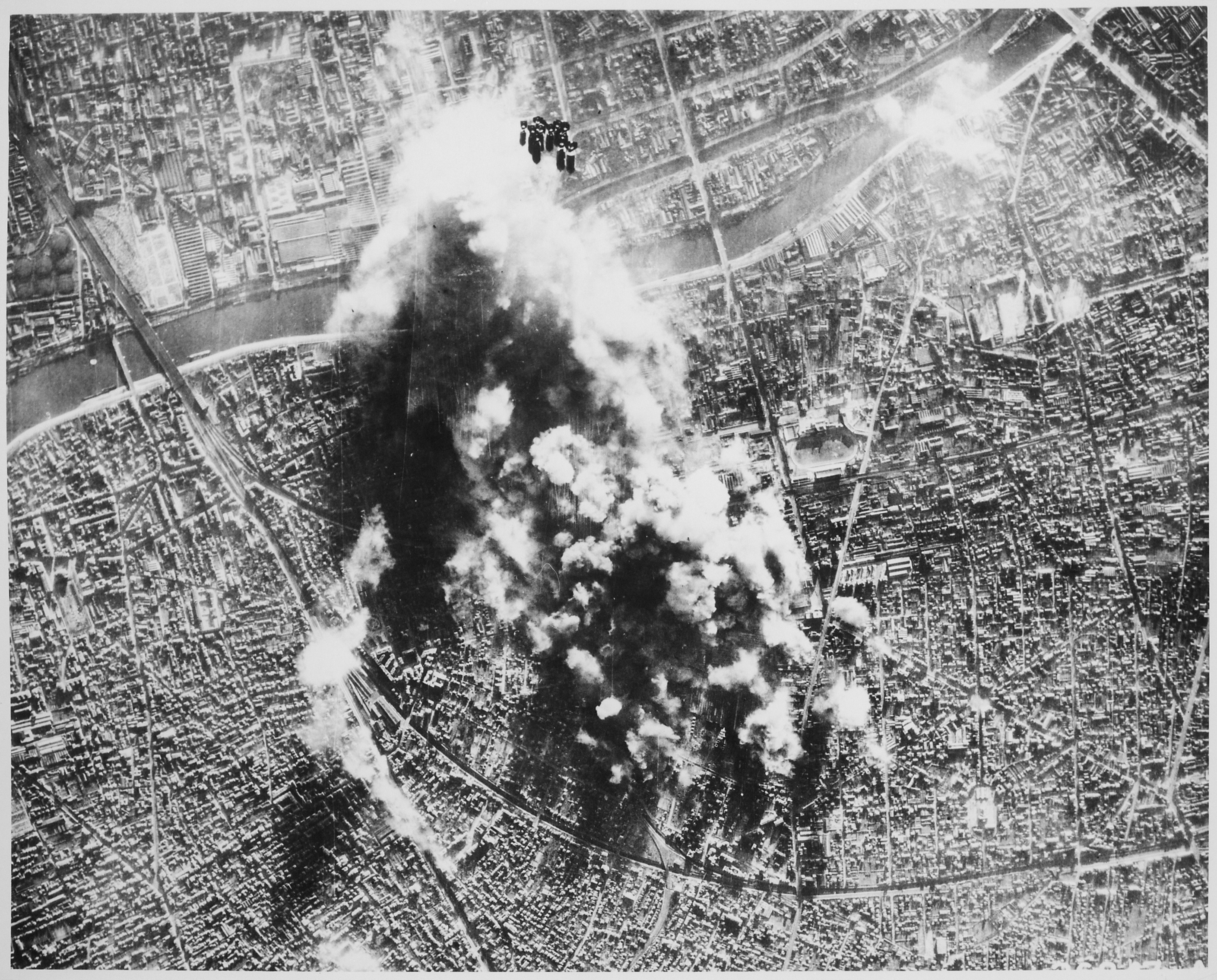
Bombardement américain du 31 décembre 1943. Deux usines sont visées (SKF-CAM et Hispano-Suiza) ; la zone bombardée est visiblement beaucoup plus étendue.

La ville acquiert son autonomie en 1790 et devient un chef-lieu de canton en 1829. Alors que Courbevoie comptait moins de 1 500 habitants à la fin du XVIIIe siècle, la population va augmenter très rapidement au cours du siècle suivant, atteignant 25 000 habitants à la fin du XIXe siècle en raison du développement de l'artisanat, de l'industrie et des moyens de transports (notamment du chemin de fer).
Pendant la répression de janvier et février 1894, la police y effectue des perquisitions visant les anarchistes qui y résident, sans réel succès,,.
Le 21 mars 1915, durant la Première Guerre mondiale, plusieurs bombes, lancées d'un ballon dirigeable allemand Zeppelin, explosent au no 188 boulevard de Courbevoie, au no 17 rue Jules-Ferry, au no 8 rue Louis-Ulbach et au no 40 rue Armand-Silvestre,.

Au cours du XXe siècle, la Première et la Seconde Guerre mondiale vont profondément marquer la ville qui va connaître d'importants dégâts et de nombreuses victimes du fait des bombardements, notamment le bombardement américain du 31 décembre 1943. Deux usines sont visées (SKF-CAM et Hispano-Suiza) mais la zone bombardée est finalement beaucoup plus étendue.

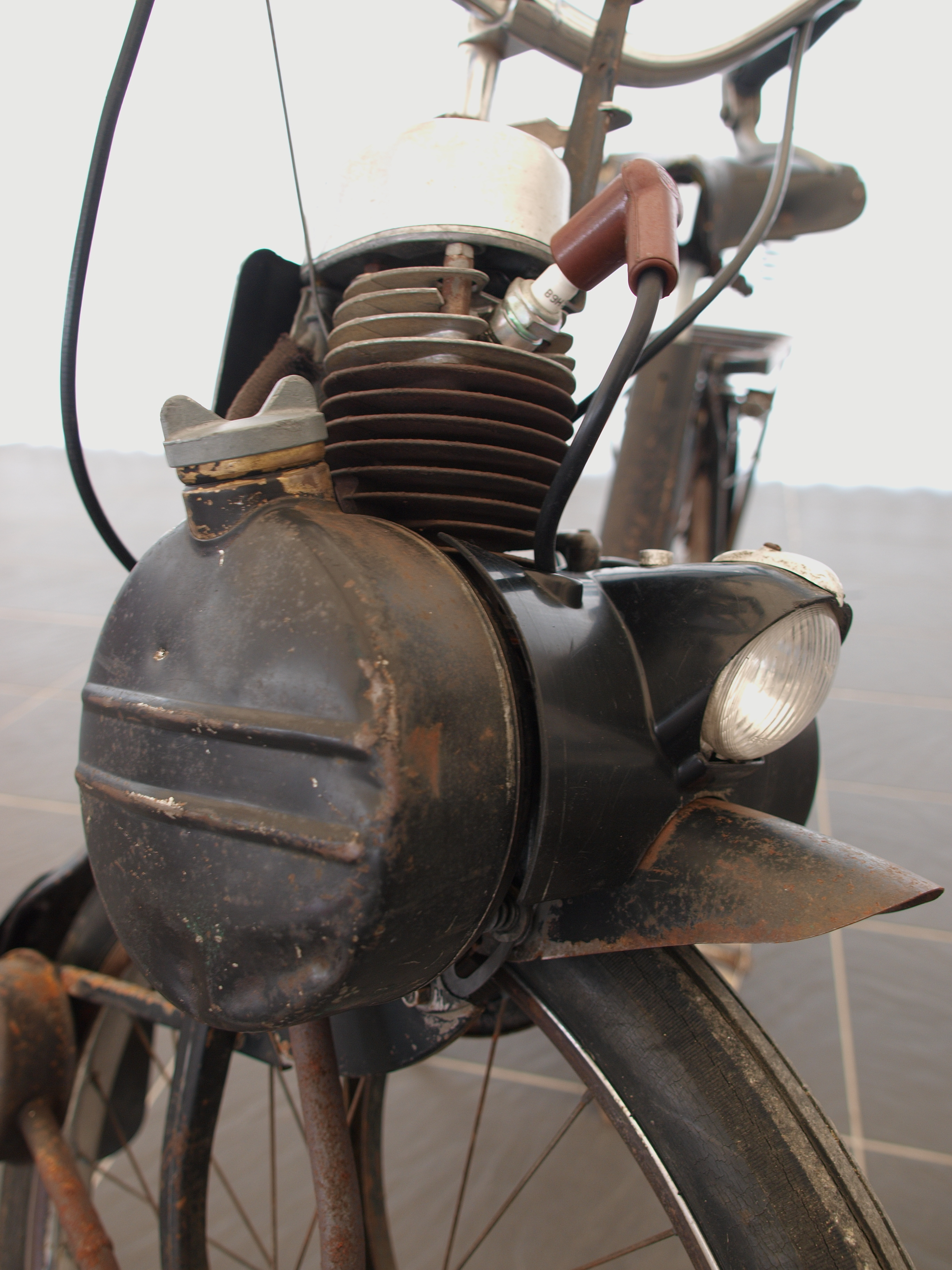
Moteur avant d'un VéloSolex.

En 1946, les premiers VéloSoleX sont produits à l'usine de la Société industrielle de fabrication pour l'automobile et le cycle (SOFAC), 68, boulevard de Verdun (face à l'actuel centre Carpeaux), à la cadence de quinze machines par jour. Après l'énorme succès du Solex en France et à l'étranger (sept millions d'exemplaires vendus), l'usine de Courbevoie, déjà à l'arrêt, ferme définitivement en 1976.
Après la guerre, avec l'aménagement du quartier de la Défense, l'activité économique de Courbevoie connaît un accroissement notable. Dans le même temps, une vaste opération d'urbanisme est engagée pour transformer la ville en quartiers modernes avec de nombreux logements, des commerces, des équipements publics, des infrastructures sportives et culturelles.

Vues anciennes
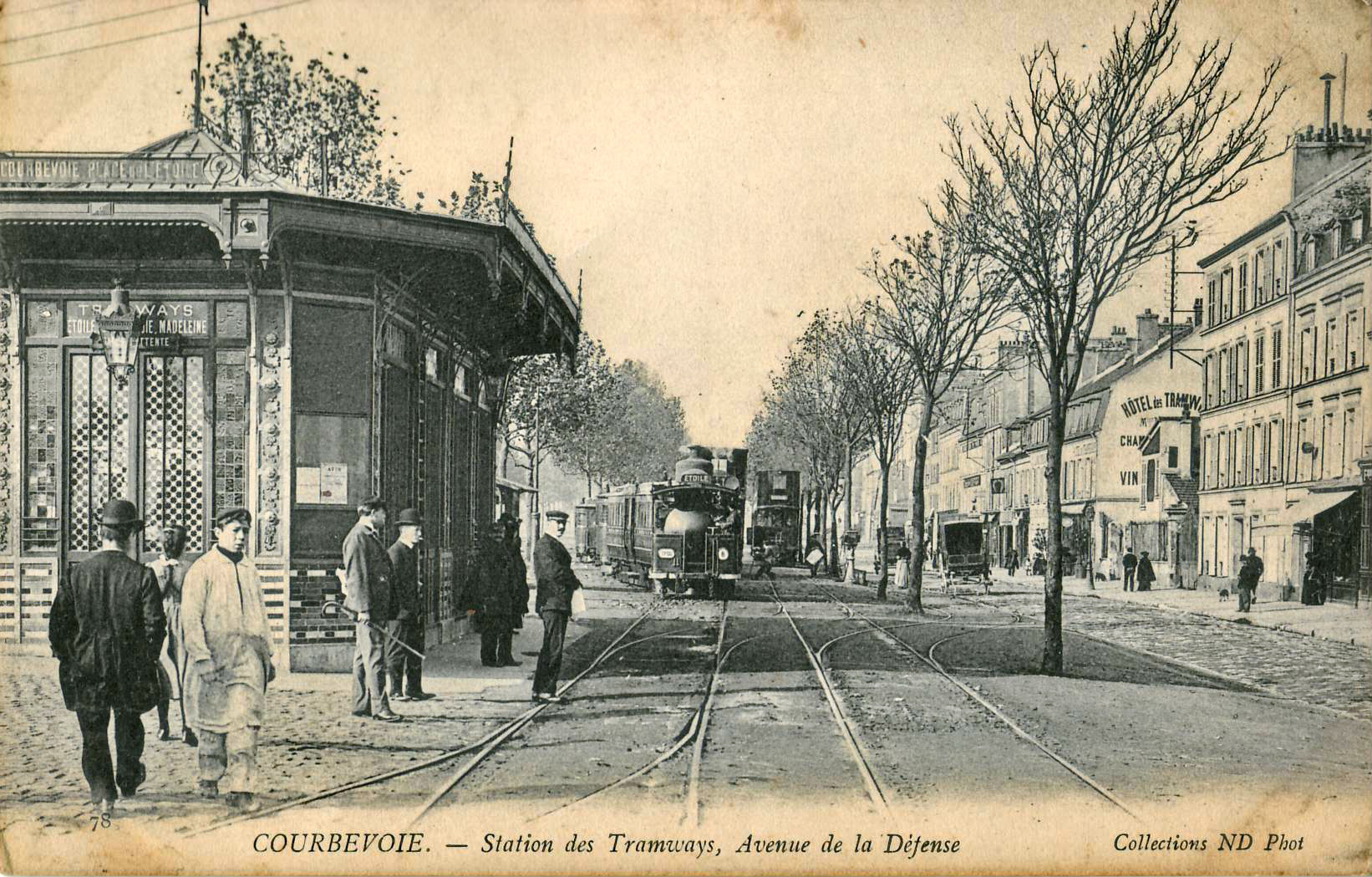
Station de tramways à vapeur de la TPDS, sur la N 13.
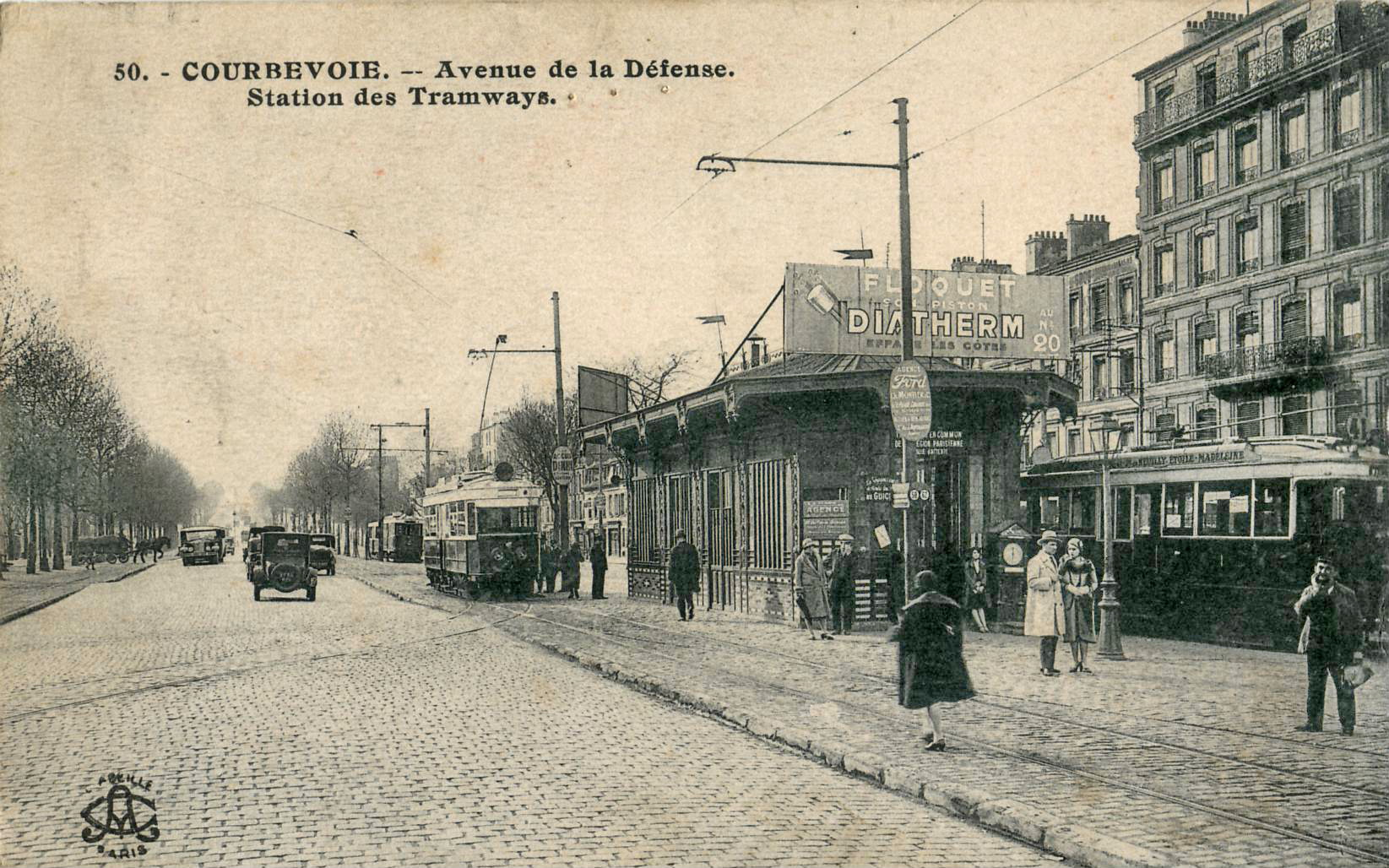
Dans l'entre-deux-guerres, au temps des tramways électriques de la STCRP.
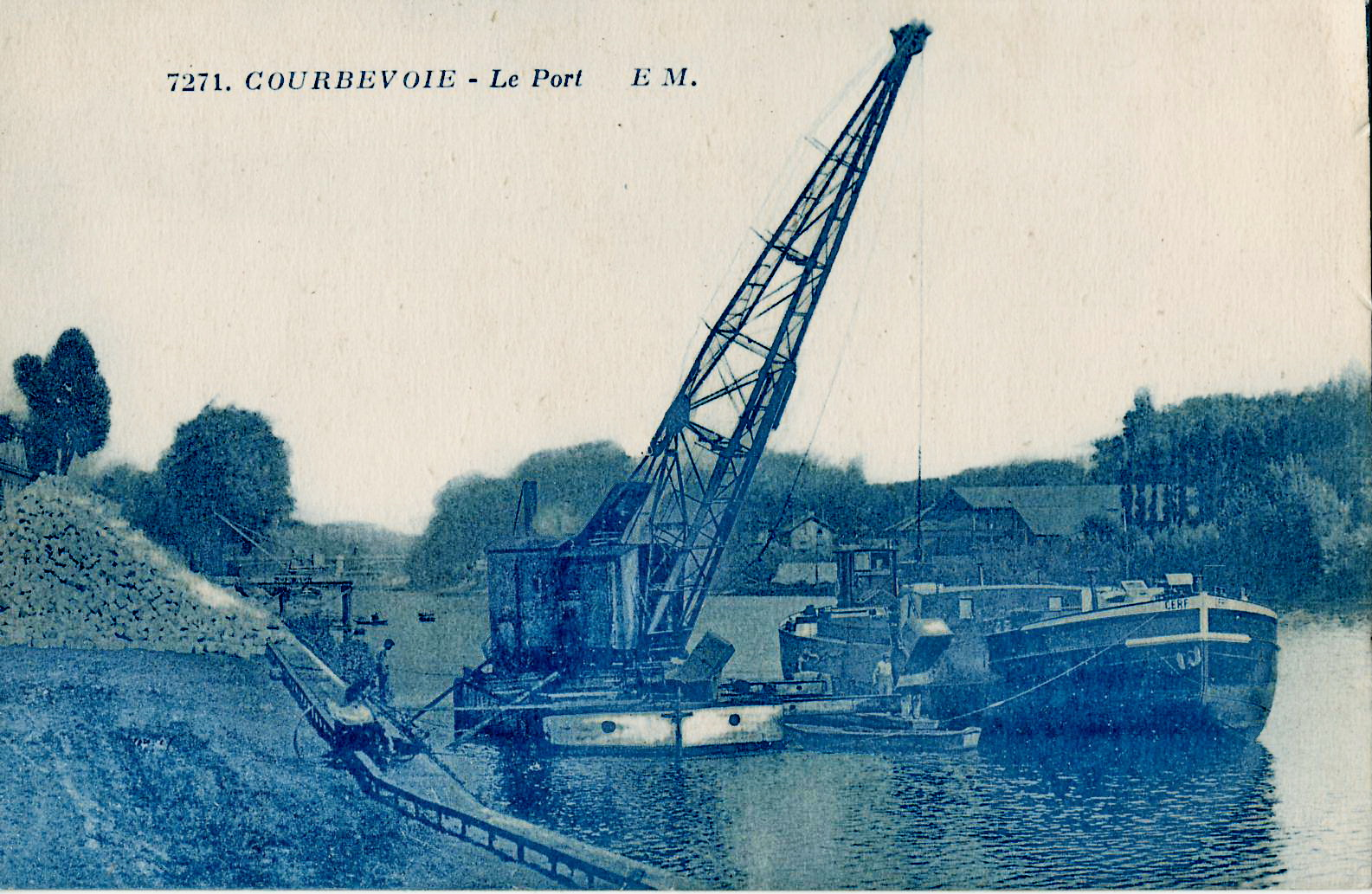
Avant de devenir une commune tertiaire, l'activité économique de la ville était tournée vers la Seine.
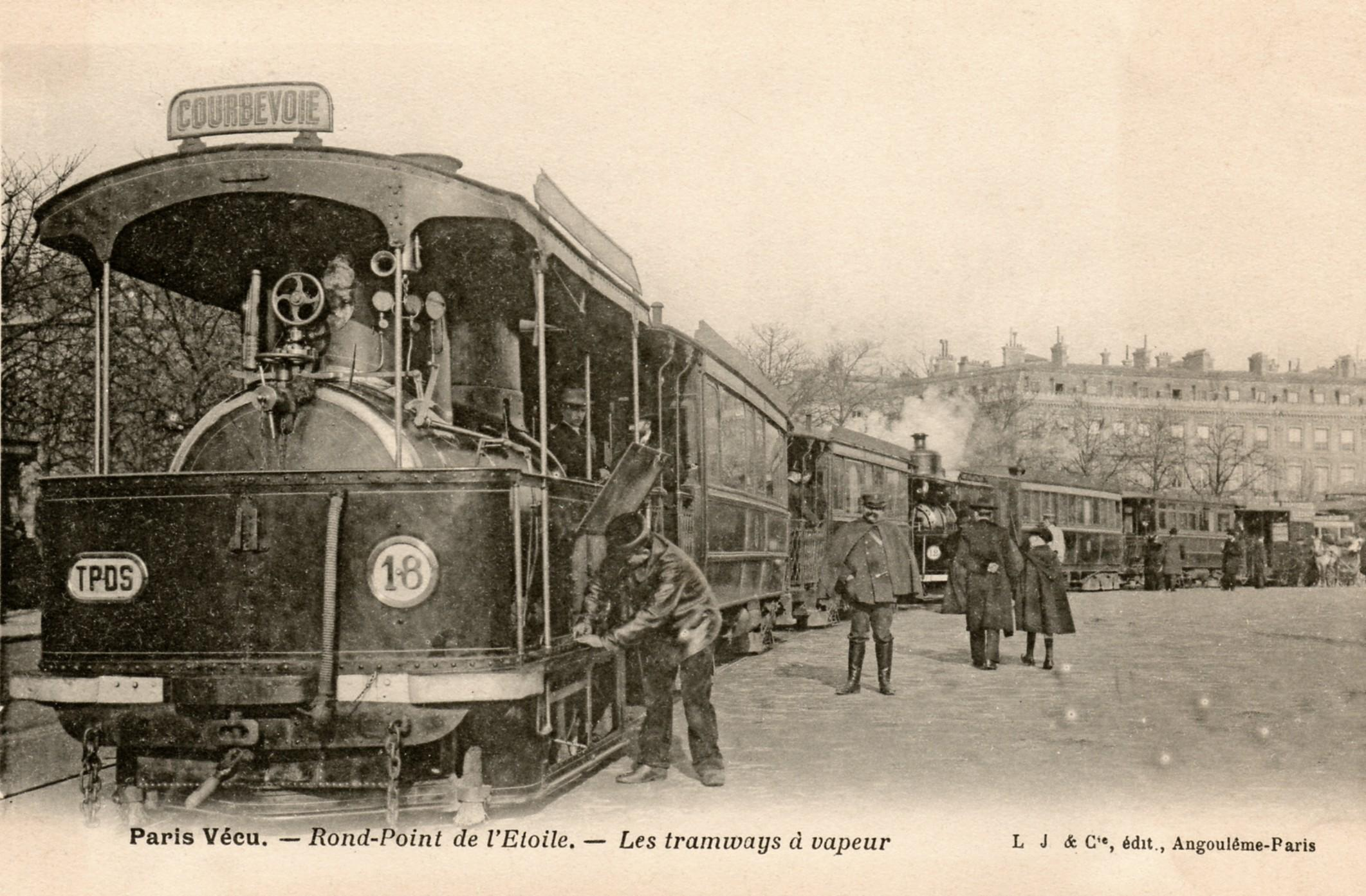
Ligne créée par le PSG, place de l'Étoile à Paris à destination de Courbevoie et Saint-Germain-en-Laye.
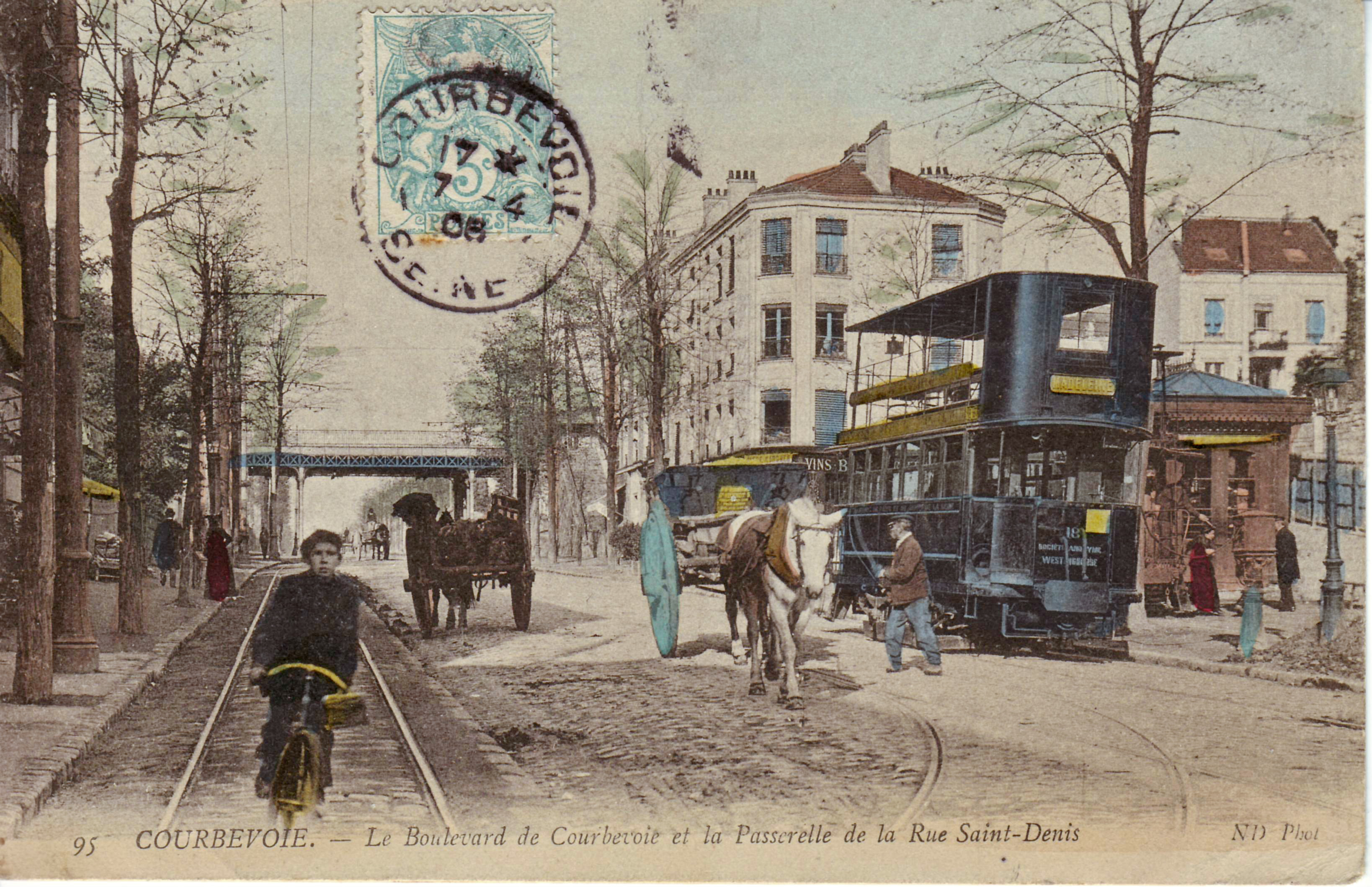
Boulevard de Courbevoie (actuel boulevard de Verdun).
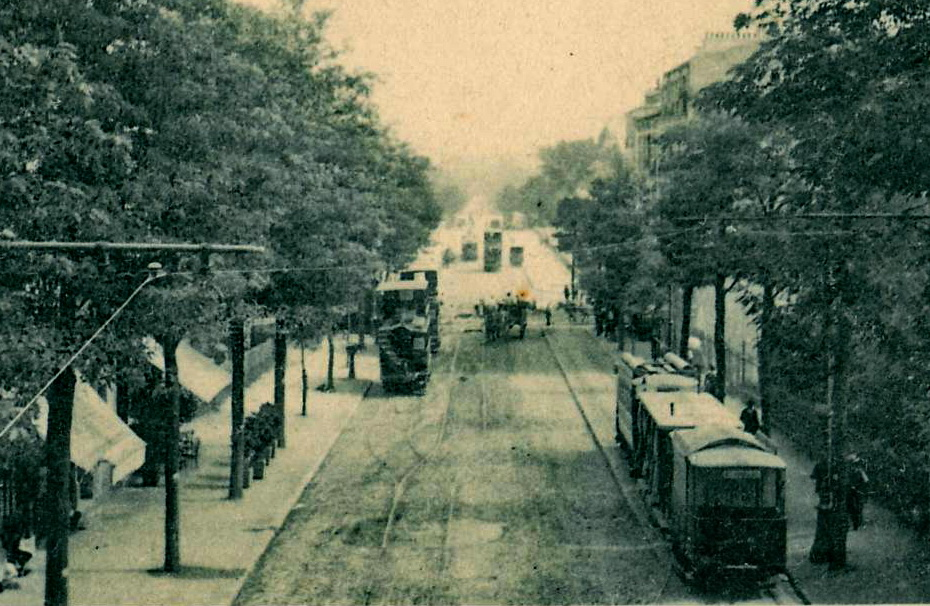
Pont de Courbevoie.

#### Modernisation

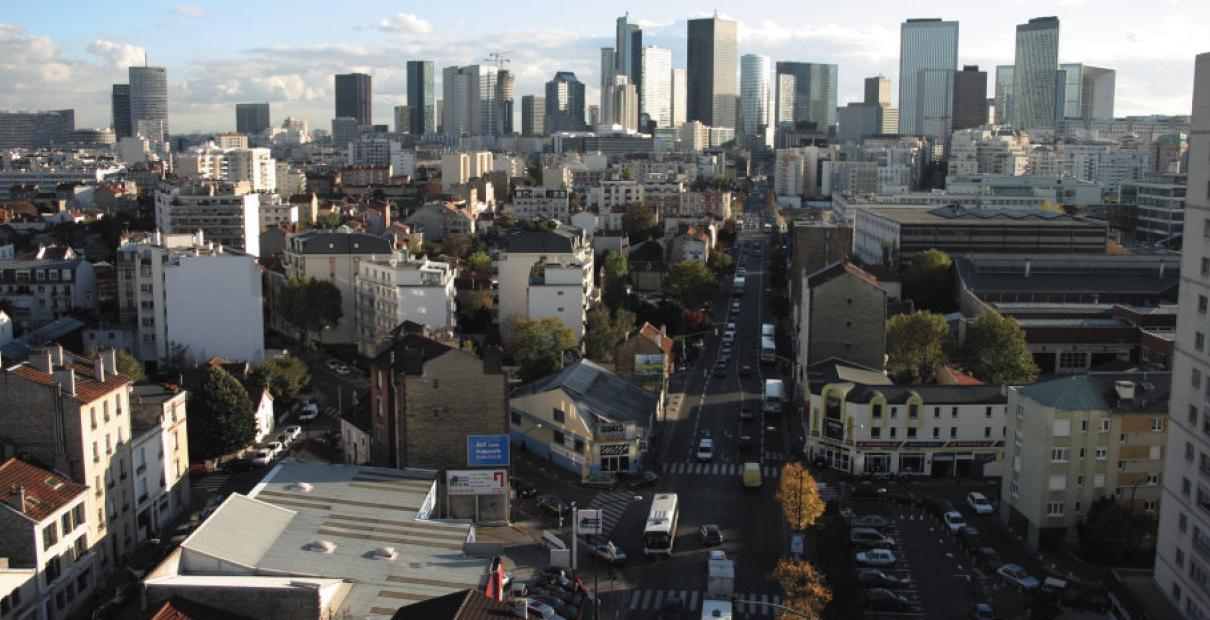
Courbevoie vue de la Garenne-Colombes.
Au loin, La Défense.

Peu de temps après son industrialisation, Courbevoie passe à un statut de ville à vocation tertiaire. En 1958, l'EPAD est créé avec pour mission d'aménager le site de La Défense. L'établissement fusionne avec l'EPASA en 2010, pour devenir l'EPADESA premier quartier d'affaires européen devant Londres et Francfort, ce territoire stratégique pour l’économie nationale se situe sur les territoires de Courbevoie, Nanterre et Puteaux.
Fin 2010, la Ville met au point un projet de réaménagement des rives de Seine à hauteur du quartier de la Défense, entrainant la couverture de la route départementale 7 sur les quais de Seine.

#### Viol antisémite à Courbevoie
La montée en France de l'antisémitisme consécutive à l'attaque terroriste du 7 octobre 2023 en Israël par le Hamas n'épargne pas Courbevoie où une jeune fille de 12 ans subit un viol à caractère antisémite, le 15 juin 2024. Â l'occasion du rassemblement de soutien à la victime et à sa famille, devant la mairie, le maire de Courbevoie, Jacques Kossowski, rappelle dans son discours « combien ce viol a ému tout Courbevoie, et bien au-delà de notre commune. Car à l’horreur du geste s’est ajoutée l’infamie du motif, l’antisémitisme »,. Deux mineurs extérieurs à la ville sont mis en examen et incarcérés. Deux des auteurs sont condamnés par le tribunal pour enfants de Nanterre à 7 et 5 ans de prison en juin 2025.

## Politique et administration

### Rattachements administratifs et électoraux
Antérieurement à la loi du 10 juillet 1964, la commune faisait partie du département de la Seine. La réorganisation de la région parisienne en 1964 fit que la commune appartient désormais au département des Hauts-de-Seine et à son arrondissement de Nanterre après un transfert administratif effectif au 1er janvier 1968.
Pour l'élection des députés, la ville fait partie des troisième et sixième circonscriptions.
Elle était le chef-lieu depuis 1801 du canton de Courbevoie du département de la Seine. Lors de la mise en place des Hauts-de-Seine, ce canton est scindé et la ville devient le chef-lieu des cantons de Courbevoie-Nord (qui comptait 32 642 habitants en 2010) et de Courbevoie-Sud (qui comptait 54 827 habitants en 2010). Dans le cadre du redécoupage cantonal de 2014 en France, la commune est désormais le bureau centralisateur des cantons de Courbevoie-1 (qui accueille également Asnières-sur-Seine) et Courbevoie-2 (qui comprend également Puteaux).

Salle des mariages de la mairie - Esquisses de 1884 conservées au Petit-Palais à Paris
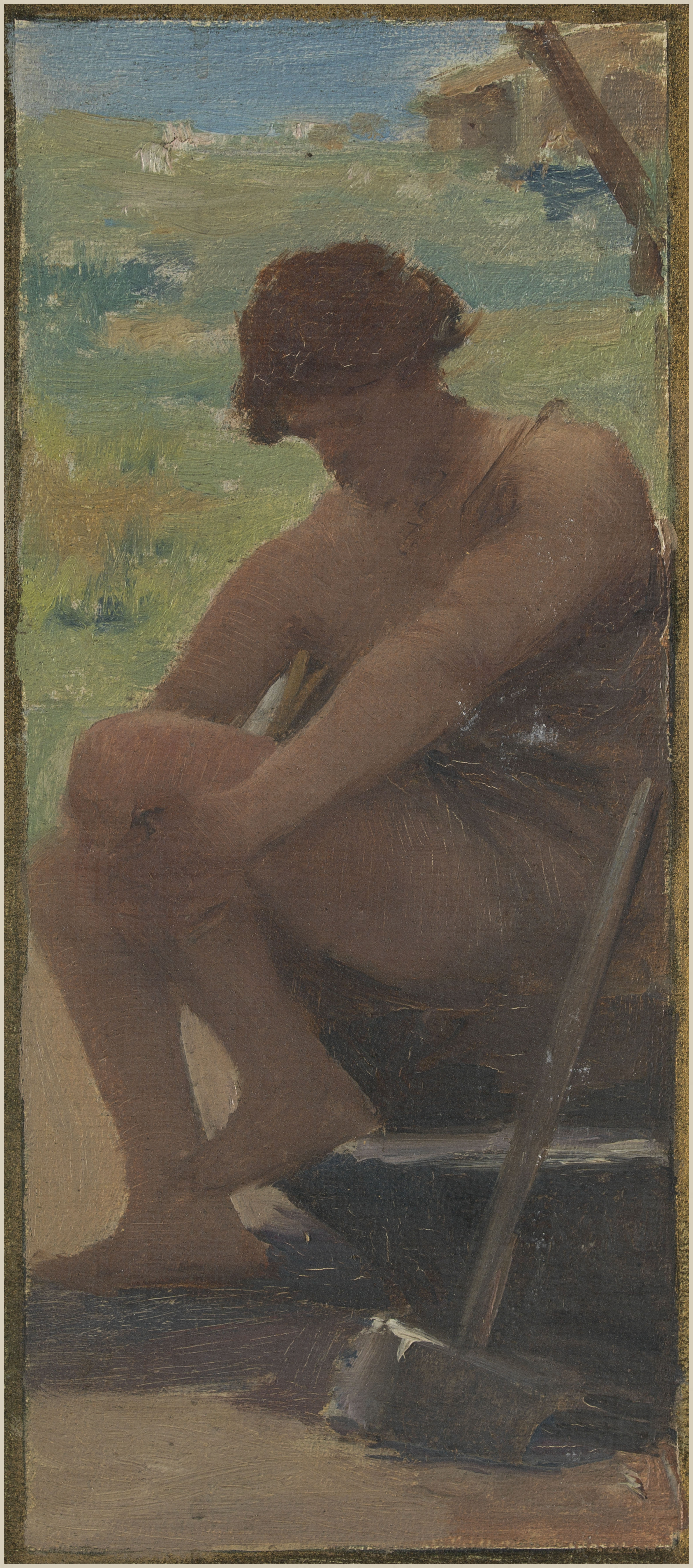
Les âges de la vie par Ernest Jean Delahaye. Projet non réalisé.
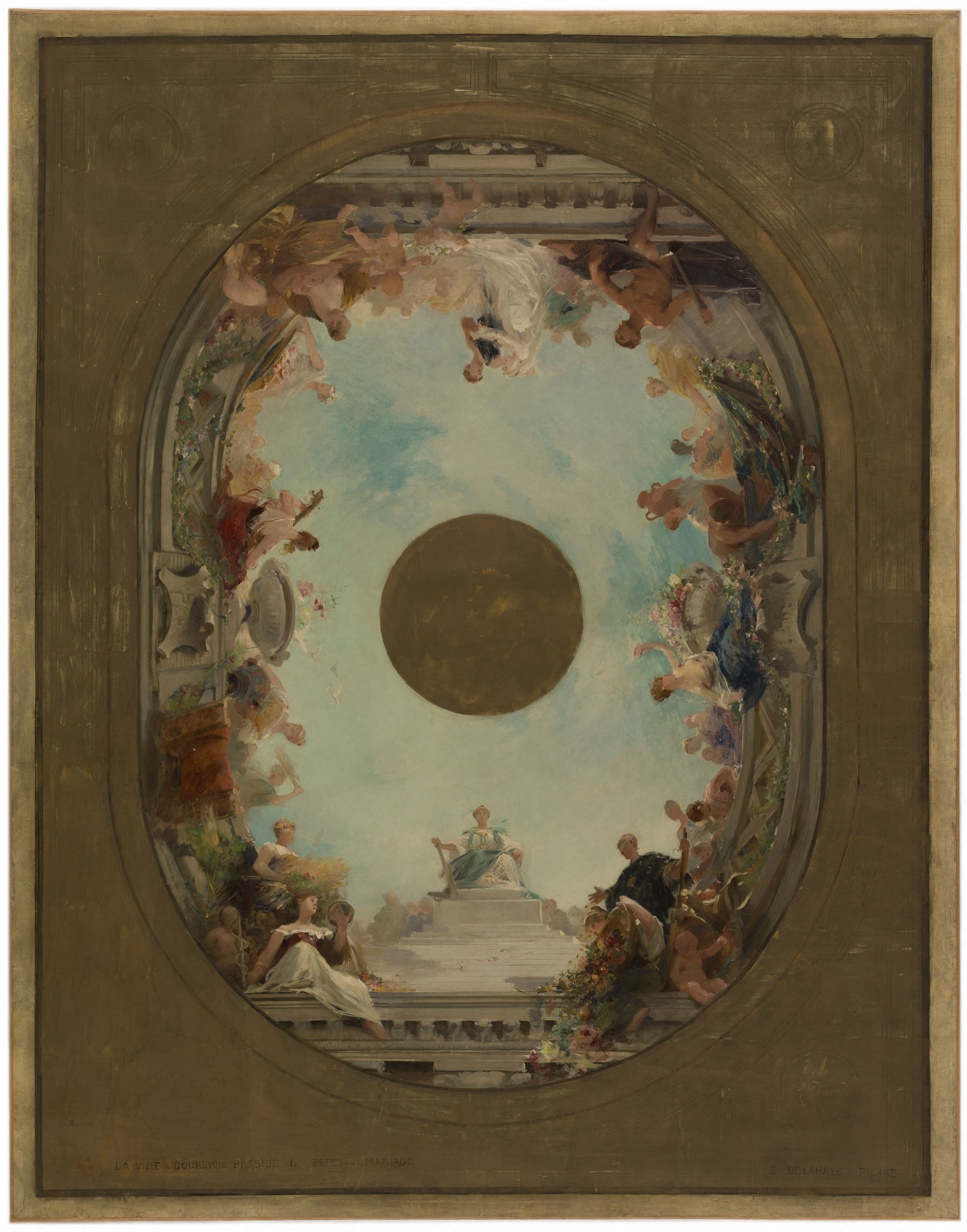
La Ville de Courbevoie préside la fête du mariage par Ernest Jean Delahaye et Louis Picard. Projet non réalisé.
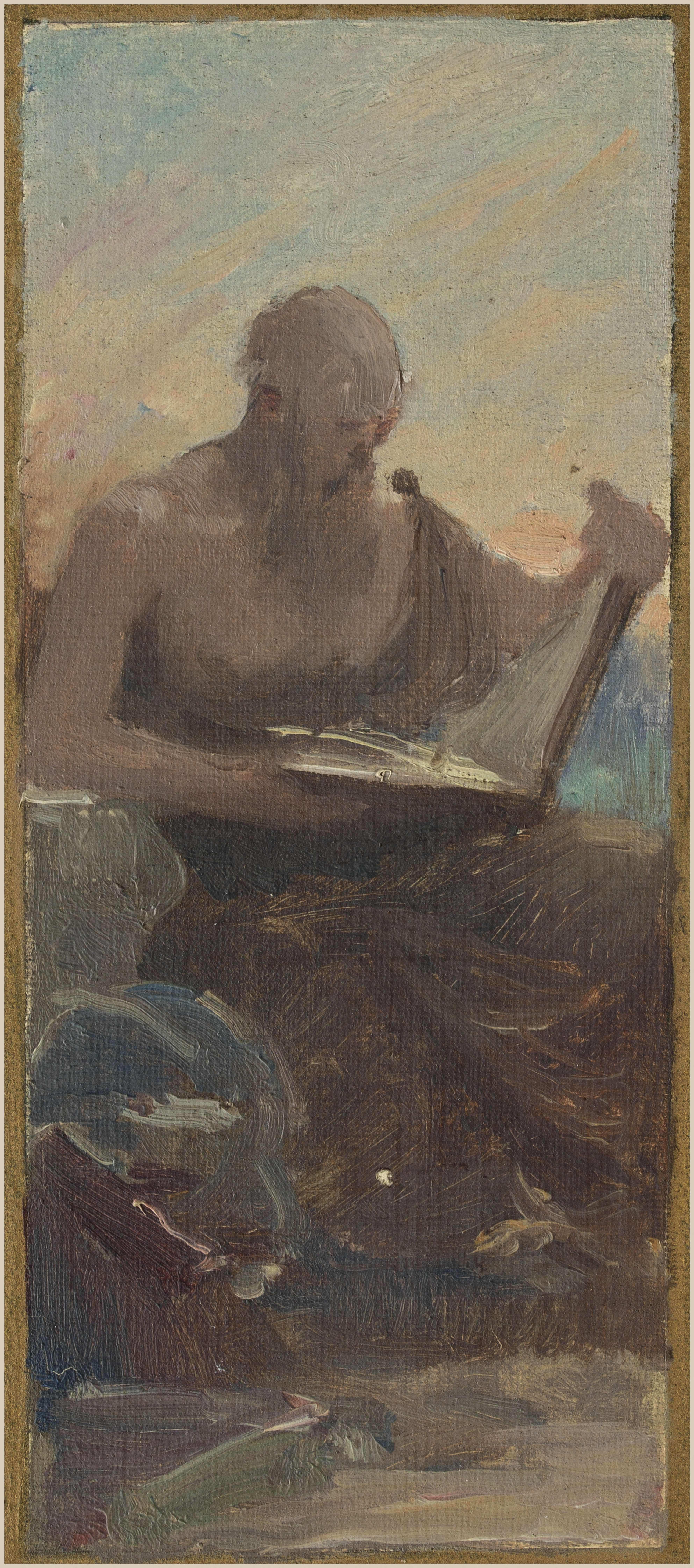
Les âges de la vie par Ernest Jean Delahaye. Projet non réalisé.
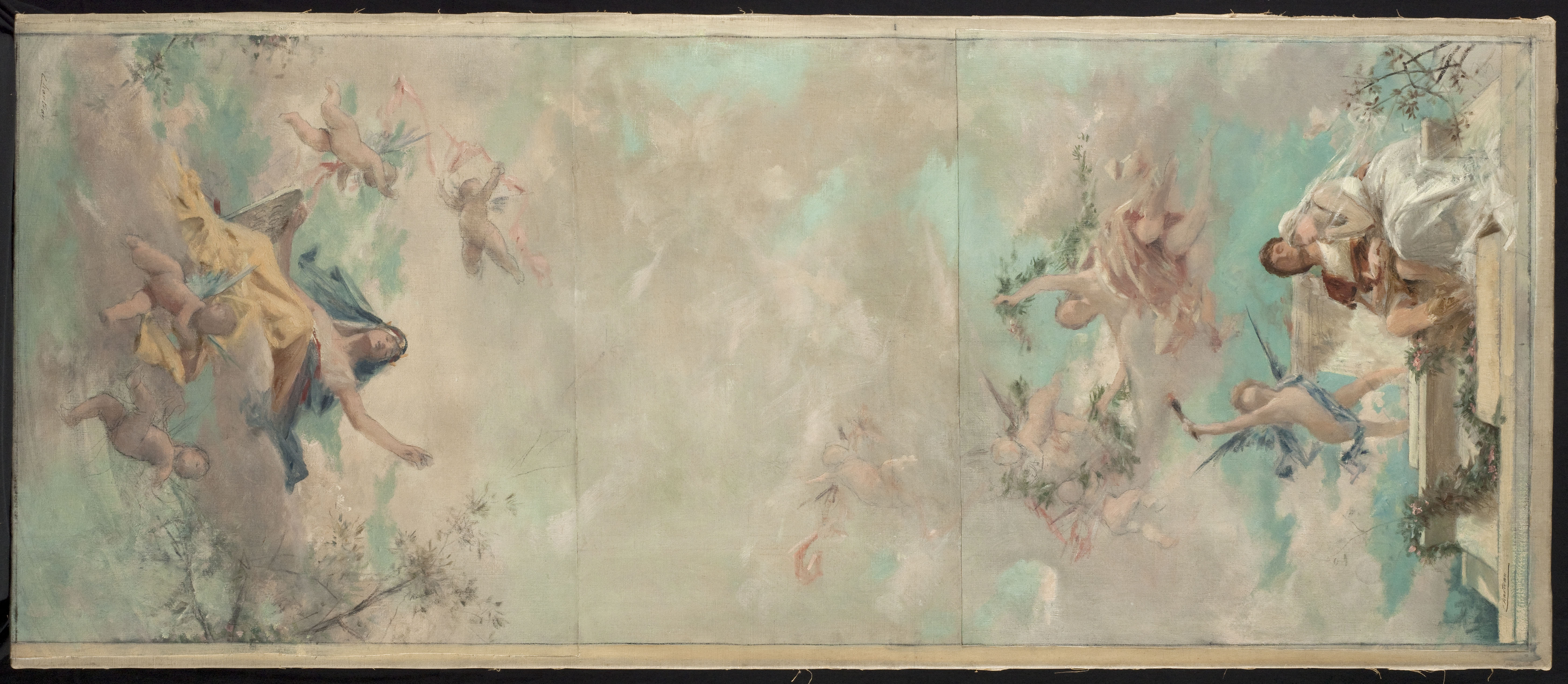
La Loi protectrice de l'Hyménée par Théobald Chartran. Projet non réalisé.

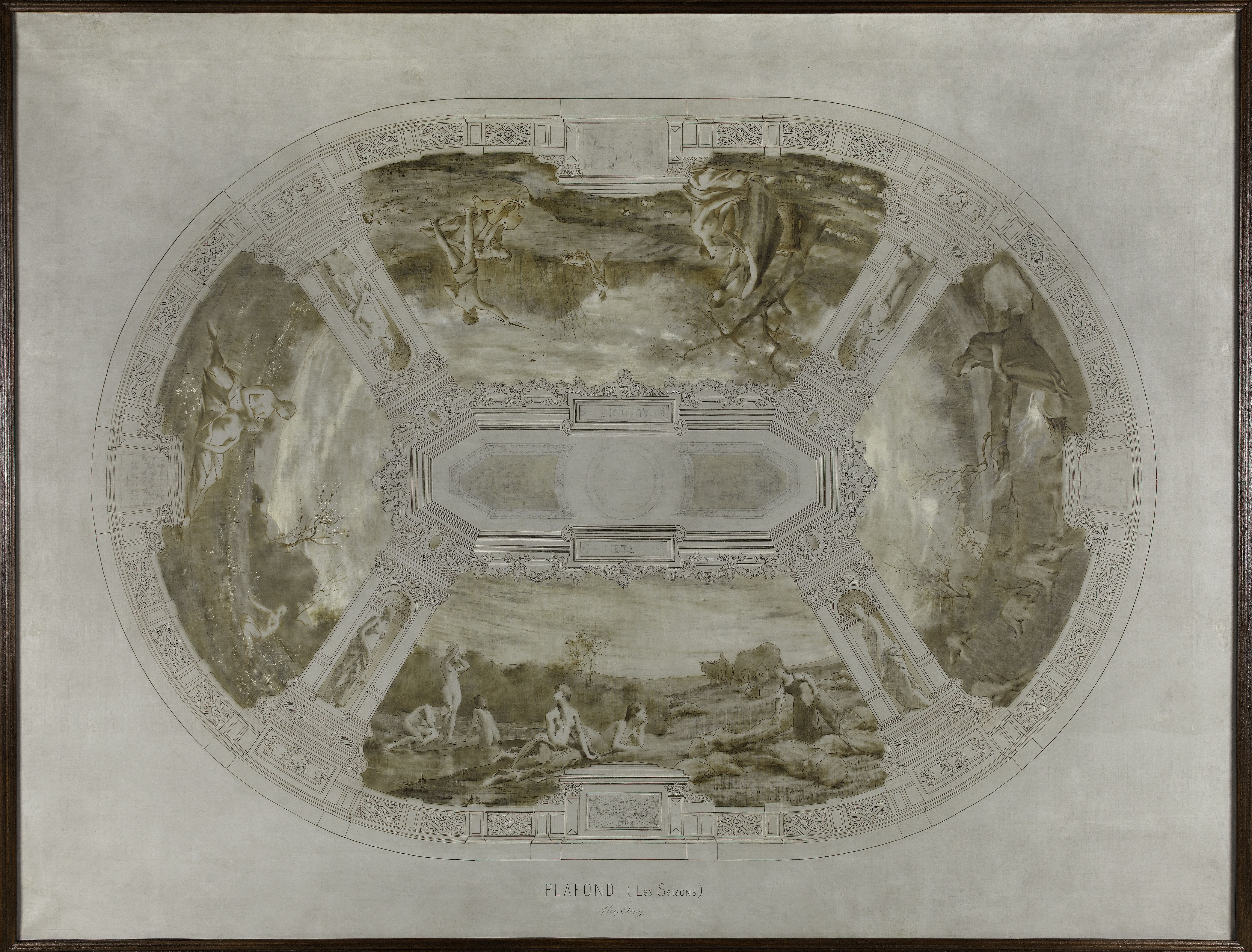
Les Saisons par Alexandre Séon. Décor du plafond. Projet retenu.
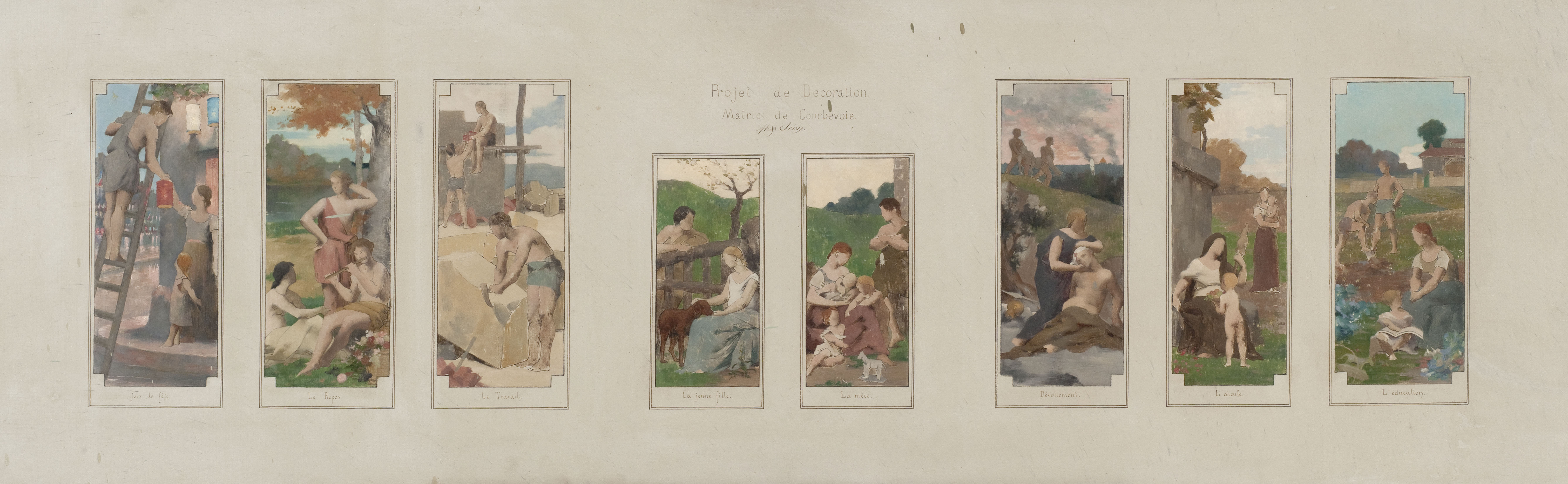
Jour de fête, Le Repos, Le Travail par Alexandre Séon. Décor des murs. Projet retenu.

### Intercommunalité
Puteaux et Courbevoie ont créé, au 1er janvier 2011, la communauté d'agglomération Seine-Défense.
Dans le cadre de la mise en œuvre de la volonté gouvernementale de favoriser le développement du centre de l'agglomération parisienne comme pôle mondial est créée, le 1er janvier 2016, la métropole du Grand Paris (MGP), dont la commune est membre.
La Loi portant nouvelle organisation territoriale de la République du 7 août 2015 prévoit également la création de nouvelles structures administratives regroupant les communes membres de la métropole, constituées d'ensembles de plus de 300 000 habitants, et dotées de nombreuses compétences, les établissements publics territoriaux (EPT).
La commune a donc également été intégrée le 1er janvier 2016 à l'établissement public territorial Paris Ouest La Défense, qui succède à la communauté d'agglomération Seine-Défense.

### Politique locale
Jacques Kossowski fait part en janvier 2020 de son souhait d'être réélu maire lors des municipales de 2020 pour un cinquième mandat. Il est opposé lors de ce scrutin entre autres à Aurélie Taquillain, conseillère départementale et ancienne maire-adjointe (et ex-LR), qui bénéficie de l'investiture de LREM. Il emporte cette élection lors du 2e tour avec plus de 55 % de suffrages exprimés.

### Liste des maires
Depuis la Libération de la France, quatre maires se sont succédé à Courbevoie :
| Période         | Période                      | Identité          | Étiquette         | Qualité |
| --------------- | ---------------------------- | ----------------- | ----------------- | --- |
| 1944            | 1947                         | Gabriel Roche     | SFIO              | Ingénieur agronome |
| 1947            | 1954                         | Marius Guerre     | RPF               | |
| 26 janvier 1955 | 26 mars 1959                 | Gabriel Roche     | SFIO              | Conseil municipal : 12 PCF, 7 RPF, 5 CNIP, 5 SFIO, 4 RGR, 2 MRP |
| 26 mars 1959    | 25 juin 1995                 | Charles Deprez    | RI, puis UDF-PR   | Gérant de sociétés, résistant, déporté. député des Hauts-de-Seine (1967 → 1988) |
| 25 juin 1995    | En cours (au 7 juillet 2020) | Jacques Kossowski | RPR puis UMP → LR | Député des Hauts-de-Seine (3e circ.) (1997 → 2017) Président de l'EPT Paris Ouest La Défense (2016 →) Vice-président de Defacto Vice-président de l'ÉPADESA Président de l'Association des Maires des Hauts-de-Seine Réélu pour le mandat 2014-2020 Réélu pour le mandat 2020-2026 |

### Politique de développement durable
La commune a engagé une politique de développement durable en lançant une démarche d'Agenda 21 en 2008.

### Distinctions et labels
En 2008, Courbevoie a reçu le label « Ville Internet @@@ » confirmé en 2010 par @@@@.
Courbevoie a obtenu la label « Ville fleurie » avec la plus haute distinction « 4 Fleurs » attribuée par le Conseil national des villes et villages fleuris depuis 2006,.

### Jumelages

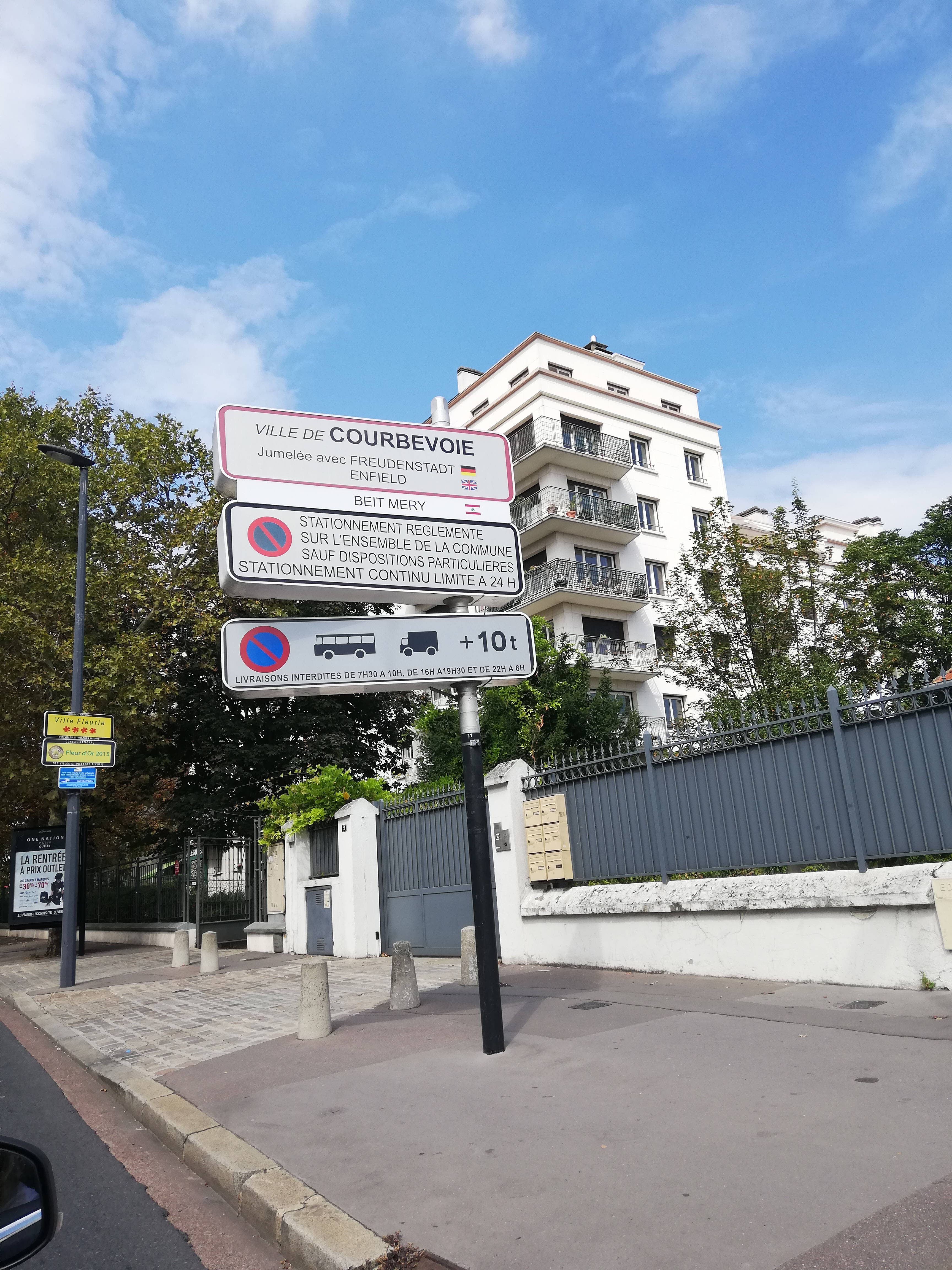
Panneaux indiquant les jumelages.

Au 22 juin 2015, Courbevoie est jumelée avec :
- Forest (Belgique) depuis 1957 ;
- Freudenstadt (Allemagne) depuis 1961 ;
- Enfield (Royaume-Uni) depuis 1993.
- Beit Mery (Liban) depuis 2015.

Un des parcs de la ville porte le nom de Freudenstadt.

## Population et société

### Démographie

#### Évolution démographique
L'évolution du nombre d'habitants est connue à travers les recensements de la population effectués dans la commune depuis 1793. Pour les communes de plus de 10 000 habitants les recensements ont lieu chaque année à la suite d'une enquête par sondage auprès d'un échantillon d'adresses représentant 8 % de leurs logements, contrairement aux autres communes qui ont un recensement réel tous les cinq ans,.

En 2022, la commune comptait 81 945 habitants, en évolution de +0,28 % par rapport à 2016 (Hauts-de-Seine : +2,75 %, France hors Mayotte : +2,11 %).
| 1793  | 1800  | 1806  | 1821  | 1831  | 1836  | 1841  | 1846  | 1851  |
| ----- | ----- | ----- | ----- | ----- | ----- | ----- | ----- | ----- |
| 1 400 | 1 316 | 1 500 | 1 372 | 1 923 | 2 488 | 2 763 | 3 768 | 4 302 |

| 1856  | 1861   | 1866  | 1872   | 1876   | 1881   | 1886   | 1891   | 1896   |
| ----- | ------ | ----- | ------ | ------ | ------ | ------ | ------ | ------ |
| 5 548 | 10 553 | 9 862 | 13 288 | 11 934 | 15 112 | 15 937 | 17 597 | 20 105 |

| 1901   | 1906   | 1911   | 1921   | 1926   | 1931   | 1936   | 1946   | 1954   |
| ------ | ------ | ------ | ------ | ------ | ------ | ------ | ------ | ------ |
| 25 330 | 31 191 | 38 138 | 46 053 | 48 888 | 54 185 | 58 638 | 55 080 | 59 730 |

| 1962   | 1968   | 1975   | 1982   | 1990   | 1999   | 2006   | 2011   | 2016   |
| ------ | ------ | ------ | ------ | ------ | ------ | ------ | ------ | ------ |
| 59 491 | 58 118 | 54 488 | 59 830 | 65 389 | 69 694 | 84 415 | 88 530 | 81 720 |

| 2021   | 2022   | - | - | - | - | - | - | - |
| ------ | ------ | - | - | - | - | - | - | - |
| 81 516 | 81 945 | - | - | - | - | - | - | - |

#### Pyramide des âges
En 2018, le taux de personnes d'un âge inférieur à 30 ans s'élève à 37,7 %, soit en dessous de la moyenne départementale (38,4 %). De même, le taux de personnes d'âge supérieur à 60 ans est de 18,9 % la même année, alors qu'il est de 20,0 % au niveau départemental.
En 2018, la commune comptait 38 959 hommes pour 43 239 femmes, soit un taux de 52,60 % de femmes, légèrement supérieur au taux départemental (52,41 %).
Les pyramides des âges de la commune et du département s'établissent comme suit.
| Hommes | Classe d’âge | Femmes |
| ------ | ------------ | ------ |
| 0,5    | 90 ou +      | 1,7    |
| 4,6    | 75-89 ans    | 6,7    |
| 11,1   | 60-74 ans    | 13,0   |
| 18,7   | 45-59 ans    | 18,6   |
| 25,4   | 30-44 ans    | 24,1   |
| 20,7   | 15-29 ans    | 19,4   |
| 19,0   | 0-14 ans     | 16,6   |

| Hommes | Classe d’âge | Femmes |
| ------ | ------------ | ------ |
| 0,6    | 90 ou +      | 1,6    |
| 5,2    | 75-89 ans    | 7,2    |
| 12,1   | 60-74 ans    | 13,5   |
| 19,3   | 45-59 ans    | 19,4   |
| 22,6   | 30-44 ans    | 21,9   |
| 20,2   | 15-29 ans    | 18,9   |
| 19,9   | 0-14 ans     | 17,4   |

### Enseignement
Courbevoie est située dans l'académie de Versailles.

#### Établissements scolaires publics

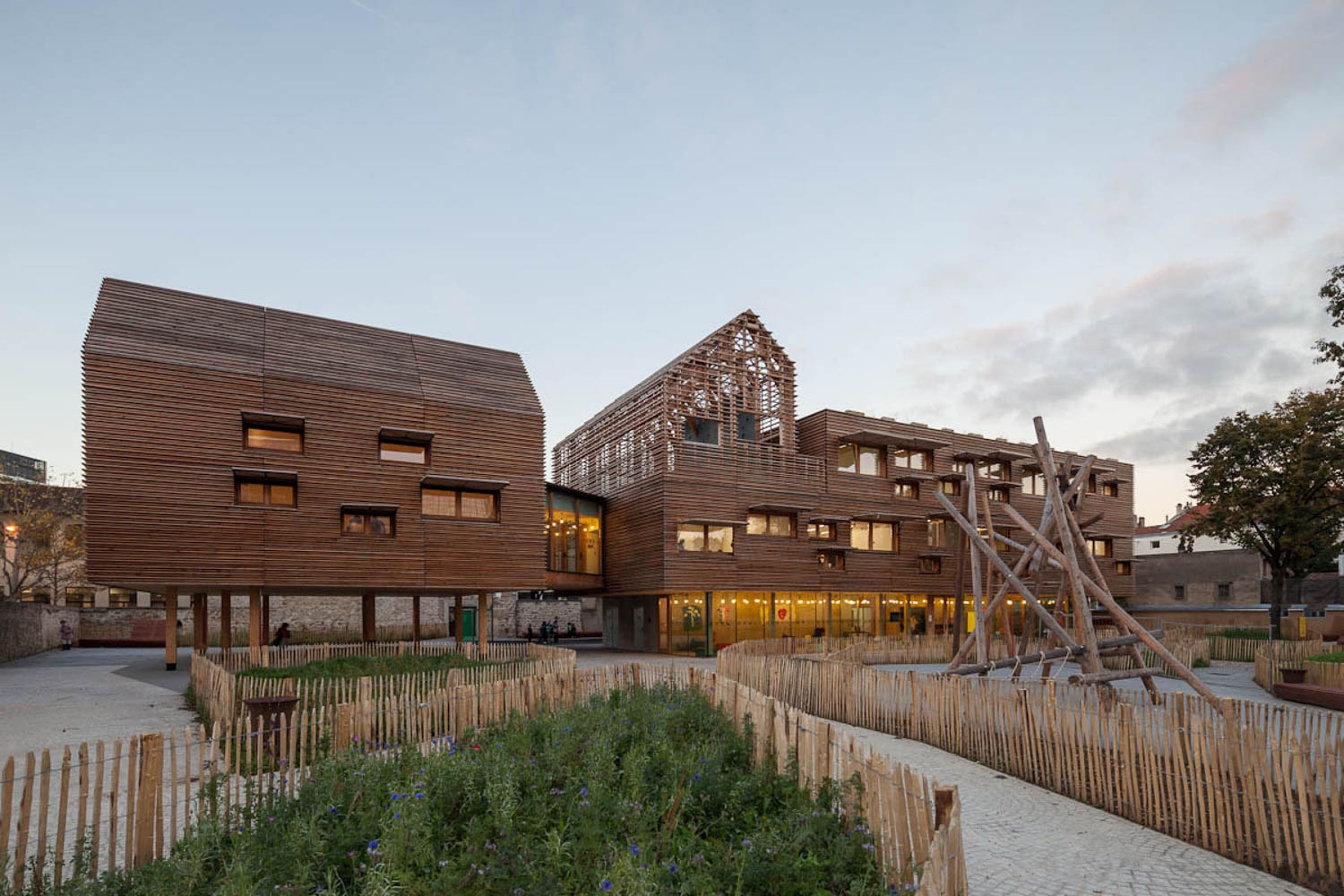
Centre de loisirs Val Caron.

Courbevoie dispose de 25 écoles maternelles et 17 écoles élémentaires mais aussi d'un centre de loisirs Val Caron.
Le département des Hauts-de-Seine gère cinq collèges, :  
- Collège Georges Seurat
- Collège Georges Pompidou
- Collège Les Renardières
- Collège Alfred de Vigny
- Collège Les Bruyères

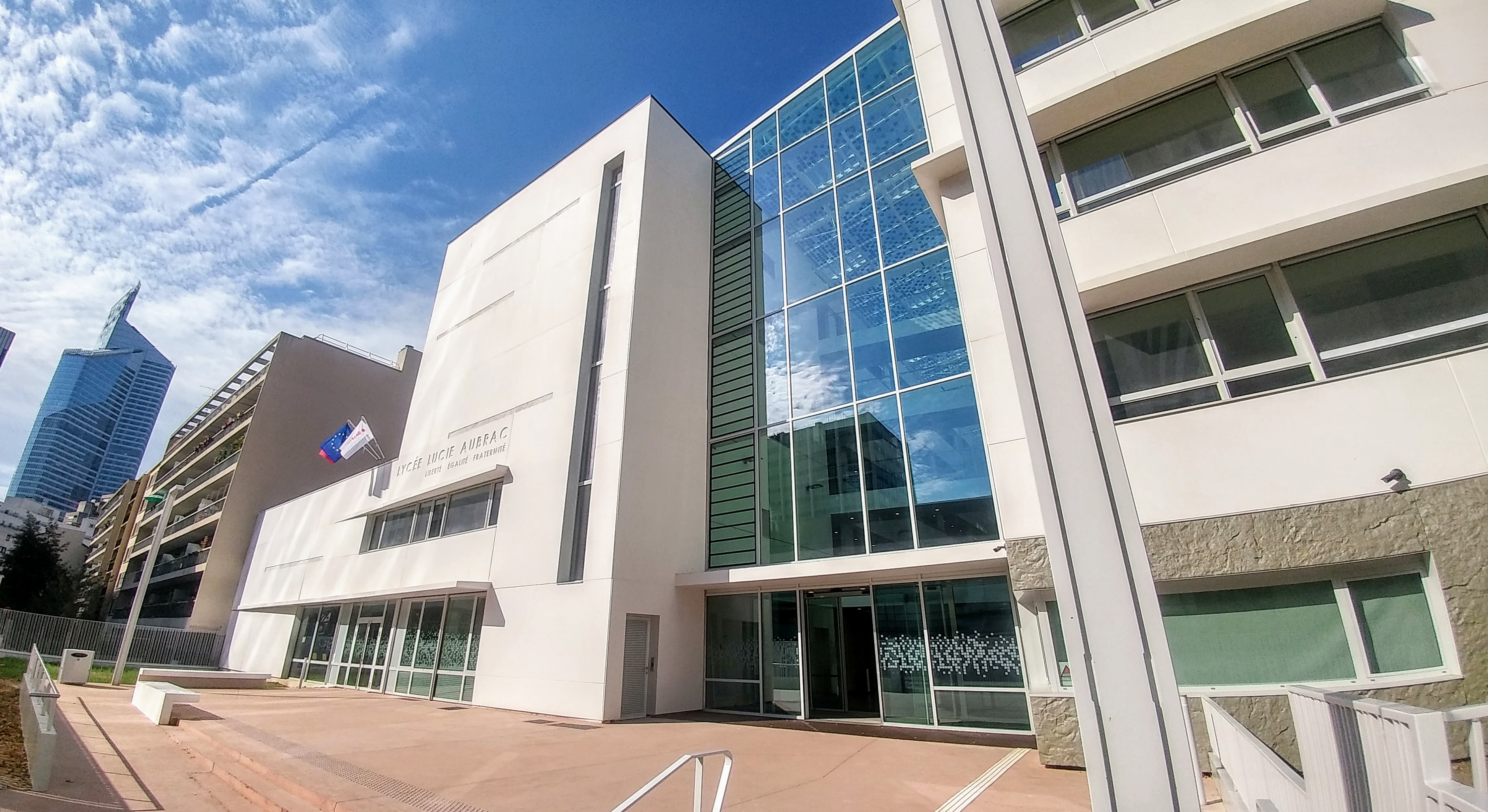
Lycée international Lucie Aubrac

La région Ile-de-France gère quatre lycées,: 
- Lycée Paul Lapie
- Lycée international Lucie Aubrac
- Lycée professionnel Paul Painlevé
- École européenne Paris La Défense

#### Établissements scolaires privés
La ville abrite également le groupe scolaire (maternelle, élémentaire et collège) Sainte Geneviève, le collège Les Vignes, le collège-lycée privé catholique pour garçons de Hautefeuille et le lycée Montalembert.

#### Enseignement supérieur
Le Pole Sup Montalembert propose des DCG, BTS, licences et classes préparatoires.
Dans le quartier de La Défense se trouvent :
- deux écoles de commerce :
  - IESEG School of Management,
  - SKEMA Business School.
- le pôle universitaire Léonard de Vinci, qui accueille des écoles :
  - d'ingénieurs (ESILV) ;
  - du multimédia (IIM) ;
  - de commerce (EMLV).

### Culture

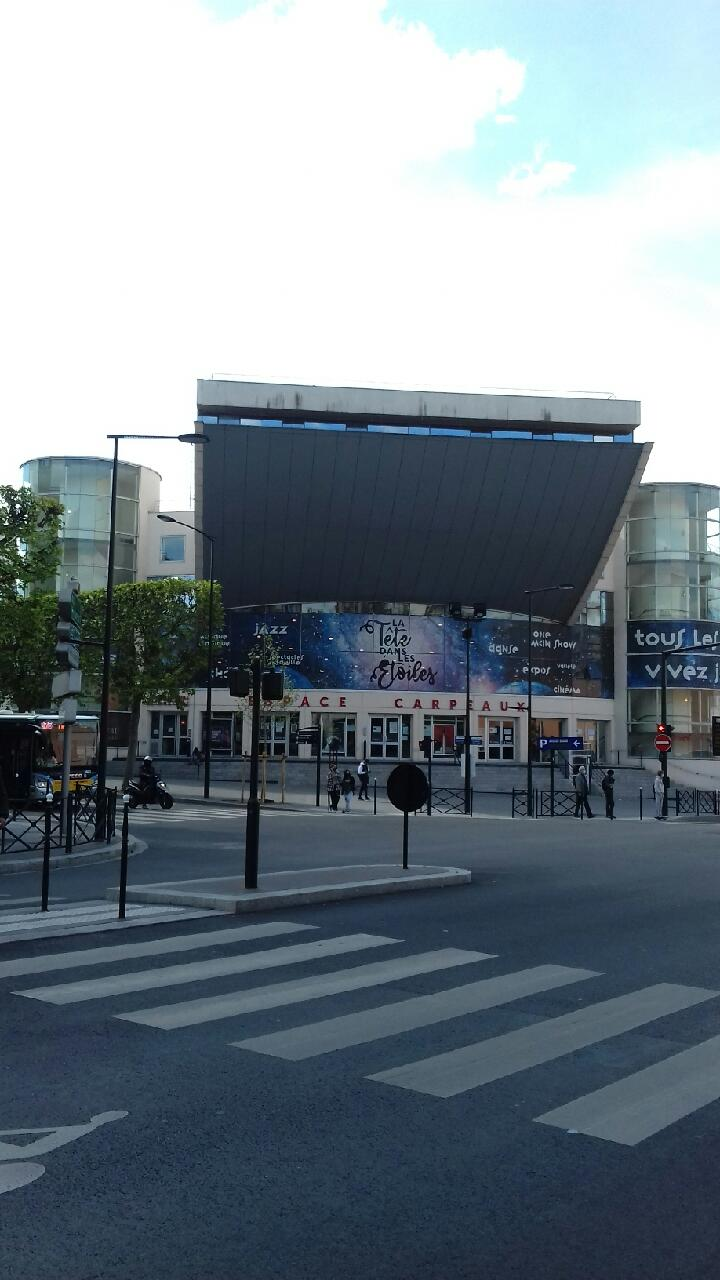
Espace Carpeaux.

Courbevoie dispose d'un vaste complexe culturel édifié en 1991, l'Espace Carpeaux,. Situé à l'angle du 15 boulevard Aristide-Briand et du 63 boulevard de Verdun, il accueille de nombreux artistes et propose toute l'année des spectacles variés. Sa salle de spectacle Saint-Saëns comporte 480 places.
Le festival des mots libres honore l'écrit et le livre tous les ans vers le mois de juin.
La ville de Courbevoie dispose depuis 2014 d'un grand complexe nommé Centre Evénementiel, situé 7 boulevard Aristide-Briand. . Il est composé d'un vaste lieu de réception au rez-de-chaussée, d'une salle dite Bleue d'une capacité d'accueil de 300 places et une grande salle Rouge d'une capacité de 1000 places. De grands spectacles et/ou concerts y ont régulièrement lieu.
Une salle de réception est également présente dans ce complexe qui côtoie l'espace Carpeaux.

### Santé
Plusieurs hôpitaux sont présents à Courbevoie.
L'un des plus importants est destiné aux habitants de Neuilly-sur-Seine et de Courbevoie : l'hôpital américain de Neuilly.

### Sports
De 1936 à 1951, le stade municipal de Courbevoie fut utilisé comme cynodrome dédié aux courses de lévriers, alors en pleine vogue. La halte de Courbevoie-Sport, aujourd'hui désaffectée, fut ouverte pour accueillir les spectateurs embarqués à Paris-Saint-Lazare, qui bénéficiaient d'un tarif préférentiel et accédaient directement aux tribunes.
De nos jours, Courbevoie propose de multiples activités sportives :
- sports de raquettes : badminton, tennis et tennis de table ;
- sports collectifs : basket-ball, football, handball, rugby à XV et volley-ball ;
- duels et combats : aïkido, boxe anglaise, boxe française, capoeira, escrime, judo, karaté, kendo, kung fu, tai-chi-chuan et tai jitsu self défense ;
- activités aquatiques et de glaces : aviron, hockey sur glace, natation, patinage artistique et plongée ;
- sports d'adresse : billard, bowling, boules lyonnaises, pétanque et tir ;
- endurance et vitesse : athlétisme, cyclisme, triathlon et VTT ;
- gymnastique et maintien en forme : gymnastique artistique, gymnastique (baby gym, danse et gym rythmique), activités sportives seniors, musculation et trampoline ;
- danse, relaxation et bien-être : danse et yoga.

La ville de Courbevoie compte beaucoup d'infrastructures sportives notamment le stade olympique Jean-Pierre-Rives construit en 2007, ayant une tribune d'environ 1 200 places et plusieurs salles pouvant accueillir du ping-pong, handball, escrime, basket, football, rugby etc. Le centre omnisports Jean-Blot ayant un gymnase pouvant accueillir du futsal, handball et deux terrains synthétiques pouvant accueillir du football et deux salles pour les arts martiaux et autres sports de combat. Le stade de football Bernard-Isambert accueille les matchs et entrainements du Courbevoie Sports Football. Il en existent plusieurs autres dont la majorité présents à proximité et/ou reliés aux établissements scolaires de la ville.
La ville de Courbevoie organise chaque année, depuis 2023, une course nocturne de 5 et 10km intitulée Yes We Run.

### Télécommunications
En 1928, l'administration des PTT juge l'appellation «DÉFense » suffisamment représentative de Courbevoie pour en devenir l'indicatif téléphonique. Ce préfixe subsistera jusqu'en octobre 1963, avant d'être remplacé par sa combinaison chiffrée « 333 ». Aujourd'hui encore, beaucoup de commerces courbevoisiens conservent un numéro d'appel commençant par « 01 43 33 ».

### Médias
Un journal édité par la ville, Courbevoie Mag, communique les actualités institutionnelles et associatives.

### Cultes
Les Courbevoisiens disposent de lieux de culte catholique, israélite, musulman et protestant.

#### Culte catholique

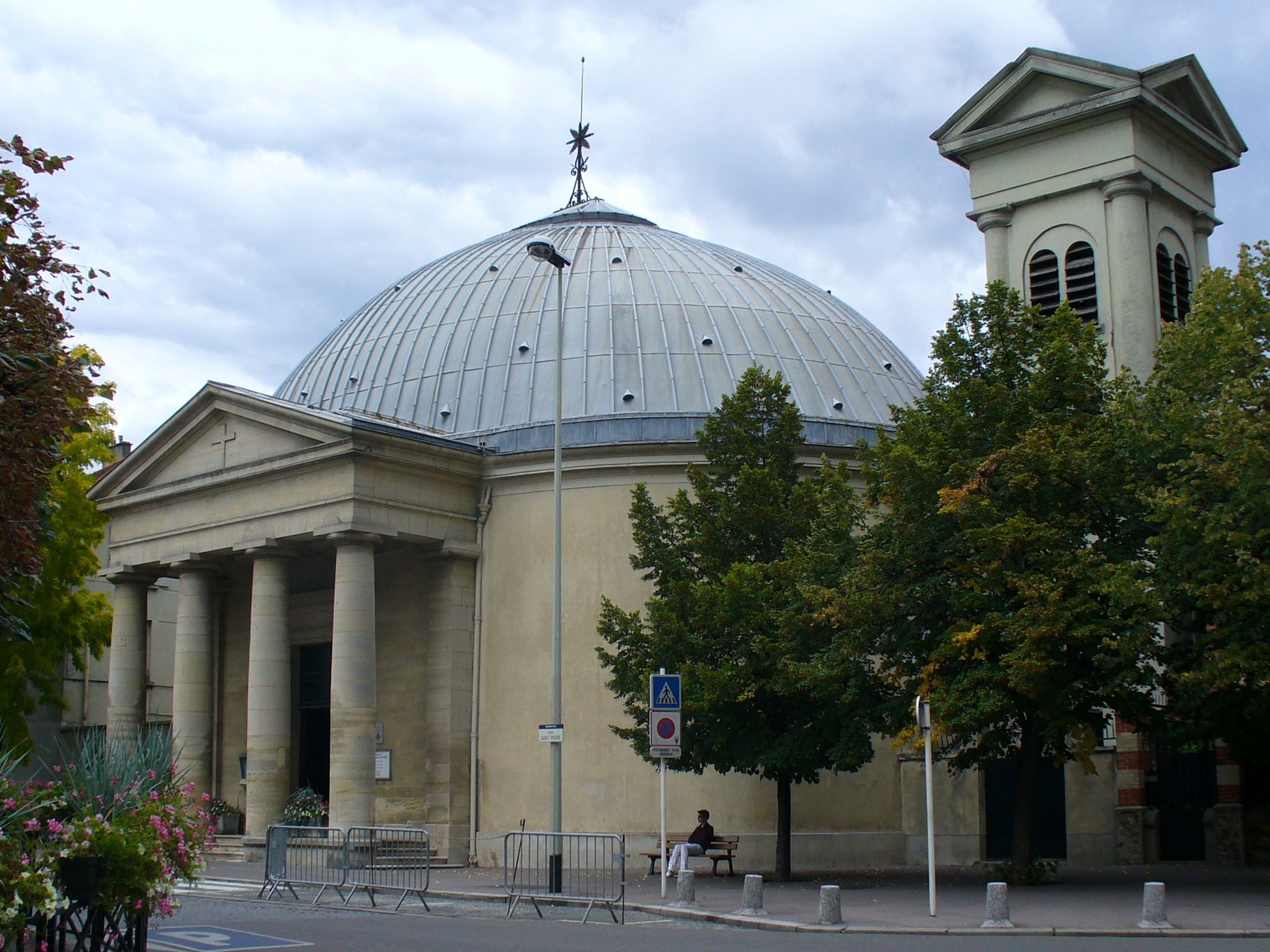
Église St-Pierre-St-Paul.

Depuis janvier 2010 les communes de Courbevoie, Neuilly-sur-Seine et Levallois-Perret font partie du doyenné des Deux-Rives, l'un des neuf doyennés du diocèse de Nanterre.
Les trois paroisses courbevoisiennes dépendent des églises :
- Saint-Adrien[72] ;
- Saint-Maurice de Bécon[73] ;
- Saint-Pierre-Saint-Paul[74].

#### Culte israélite
Il existe deux synagogues à Courbevoie :
- la première, sous l’autorité du Consistoire israélite de France, se trouve avenue Marceau[75] ;
- la seconde, du mouvement Beth Habad, se situe rue Victor Hugo.

#### Culte musulman
L'association cultuelle des musulmans de Courbevoie administre une mosquée.

#### Culte protestant
Il existe deux temples protestants à Courbevoie :
- l'église luthérienne de Courbevoie inaugurée en 1953, paroisse de l’Église protestante unie de France[77] ;
- la paroisse de l'Église évangélique baptiste[78].

## Économie

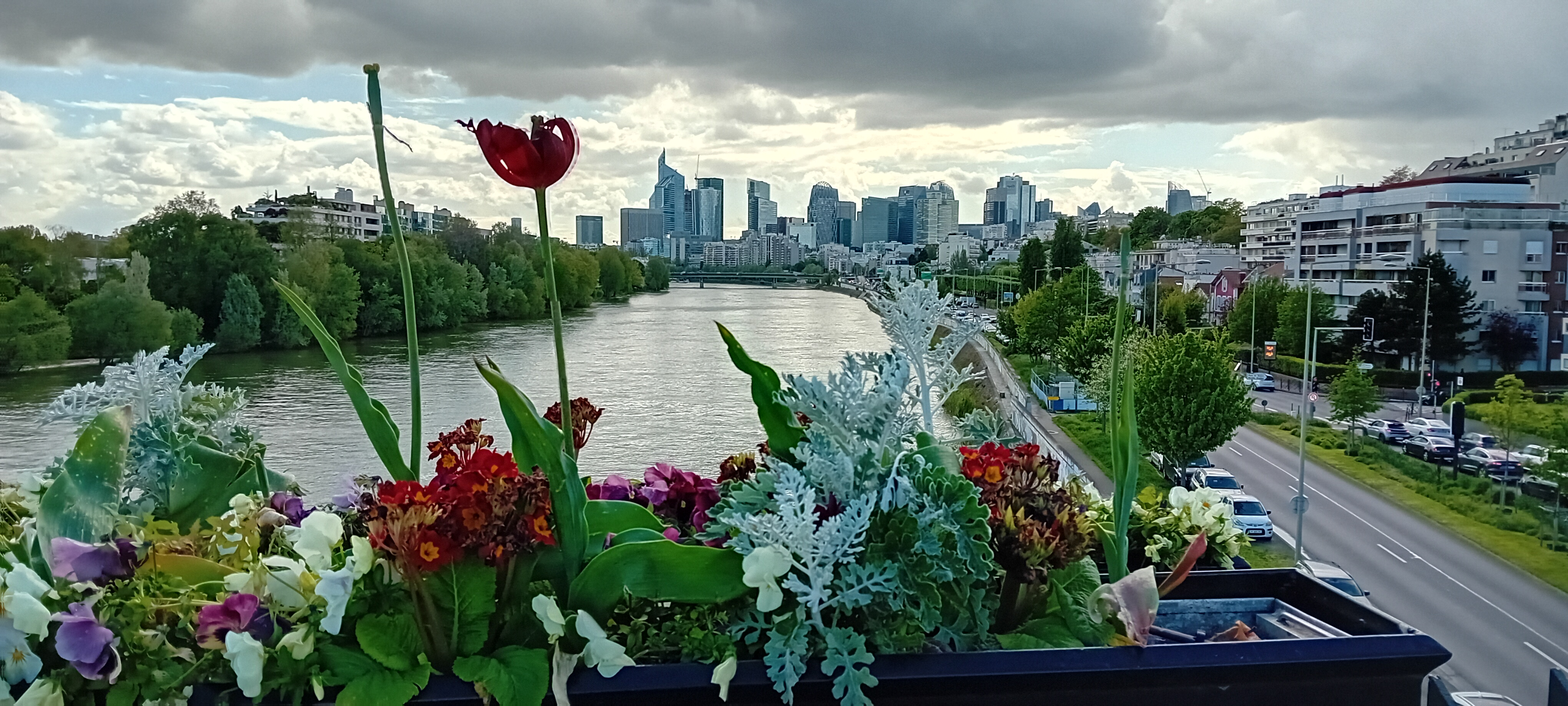
Courbevoie et La Défense vus du pont de Levallois.

La vie économique et sociale de Courbevoie est essentiellement centrée sur le quartier d'affaires de La Défense, s'étalant sur plusieurs communes du secteur.

### Revenus de la population et fiscalité
En 2010, le revenu fiscal médian par ménage est de 39 278 €, ce qui place Courbevoie au 2 873e rang parmi les 31 525 communes de plus de 39 ménages en métropole.

### Emploi
170 000 salariés travaillent quotidiennement à La Défense, pour 3 600 entreprises, dont un tiers sont des sièges sociaux. Une grande partie de ce quartier d'affaires se situe sur la commune de Courbevoie.
L'emploi ne se limite pas à ce quartier. Sur l'ensemble des 45 235 personnes habitant Courbevoie, en 2009, seuls un tiers travaillent dans la commune, qui compte pourtant 70 788 emplois : une forte majorité de ses emplois sont dans le domaine salarial, employés, cadres, en priorité ; 4 % d'ouvriers ; 17 agriculteurs

### Entreprises et commerces
Il existe le marché Villebois-Mareuil, situé dans le quartier de Bécon. Dans la ville de Courbevoie, la rue commerçante principale est la rue de Bezons. En centre-ville, Courbevoie accueille également un marché dans des halles couvertes du quartier de Charras.
Plusieurs sociétés et groupes d'entreprises ont leurs sièges sociaux et administratifs dans le quartier de La Défense, notamment sur la partie de Courbevoie, comme le groupe Saint-Gobain, Total Energies, Engie, LG (dans la tour WorkStation), Framatome, Elior, RTE et RTE international, Idemia…

## Patrimoine

### Lieux et monuments

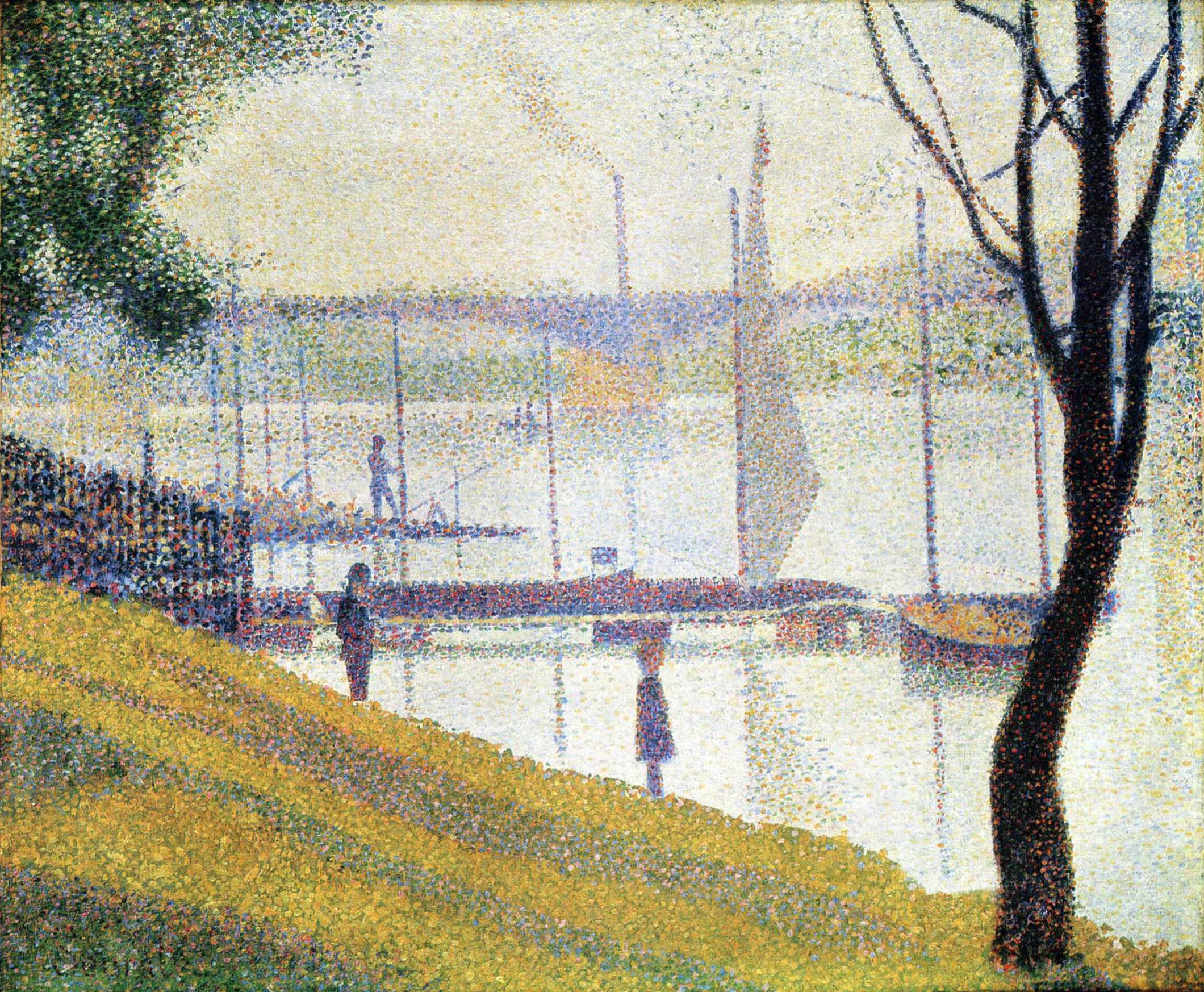
Pont de Courbevoie
par Georges Seurat.

La commune comprend plusieurs monuments répertoriés à l'inventaire général du patrimoine culturel de la France :
- Caserne Charras ;
- Église Saint-Pierre-Saint-Paul ;
- Hôtel de Guines[86],[87] ;
- Salle de mariage de l'Hôtel de ville de Courbevoie ;
- deux vestiges de l'Exposition universelle de 1878 :
  - le Pavillon des Indes ;
  - le Pavillon de la Suède et de la Norvège.

Courbevoie possède trois musées :
- Musée Roybet-Fould ;
- Musée du régiment cosaque de la garde de Sa Majesté l'Empereur de Russie, 12 bis rue Saint-Guillaume ;
- Mémorial du retour des cendres de Napoléon Ier où furent débarquées le 15 décembre 1840 les cendres de l’Empereur (situé entre des immeubles de la Défense, sur une petite place surplombant la Seine).

Deux cimetières perpétuent la mémoire de ses habitants :
- Ancien cimetière de Courbevoie ;
- Cimetière des Fauvelles.

### Courbevoie et le cinéma
Courbevoie a servi de décor à de nombreux films.
- 1951 : Deux sous de violettes (Jean Anouilh) : dans l'impasse menant à l'ancienne crèche ;
- 1951 : Pas de vacances pour Monsieur le Maire de Maurice Labro ;
- 1969 : Elle boit pas, elle fume pas, elle drague pas, mais... elle cause ! de Michel Audiard ;
- 1970 : Le Chat de Pierre Granier-Deferre : rue Louis-Blanc, place Victor-Hugo, impasse Dupuis ;
- 1975 : Peur sur la ville d'Henri Verneuil : Tour Les Poissons, place Charras ;
- 1975 - Les vécés étaient fermés de l'intérieur de Patrice Leconte : rue de Strasbourg et rue d'Essling ;
- 1975 - Les Œufs brouillés de Joël Santoni : salle des mariages de l'hôtel de ville ;
- 1977 - Cet obscur objet du désir de Luis Buñuel : rue Louis-Blanc ;
- 1979 : I... comme Icare d'Henri Verneuil : viaduc Gambetta, tunnel sous le pont de Neuilly, Tour Fiat et place de la Coupole ;
- 1988 : Il y a maldonne de John Berry : tour UAP, quartier de La Défense ;
- 1989 : Gisèle Kérozène de Jan Kounen ;
- 2003 : Tais-toi ! de Francis Veber : boulevard de la Paix ;
- 2007 : Les Vacances de Mr. Bean de Steve Bendelack : parvis de la Défense ;
- 2007 : Nos amis les Terriens de Bernard Werber : quartier de la Défense (tours Cœur Défense, Areva et Total) ;
- 2007 : 99 francs de Jan Kounen : quartier de la Défense (Cœur Défense, Tour Égée) ;
- 2008 : La Personne aux deux personnes avec Alain Chabat : rue Louis-Blanc, bd Circulaire, quartier parvis de la Défense ;
- 2008 : 15 ans et demi : lycée Paul-Lapie ;
- 2012 : Superstar.

### Courbevoie et la chanson
Le chanteur Gilbert Bécaud a interprété la chanson So far away from Courbevoie.
Le rappeur Kekra relate la vie à Courbevoie dans ses divers albums.

### Vie militaire
Unités ayant tenu garnison à Courbevoie :
- 5e régiment d'Infanterie, 1929 - 1940.
- 93e régiment d'infanterie.

### Personnalités liées à la commune
- Georges Achille-Fould (1865-1951), femme artiste peintre, sœur cadette de Consuelo Fould et fille adoptive du prince George Barbu Știrbei.
- Isabelle Adjani (1955), actrice, lycéenne à Courbevoie.
- Nassim Akrour (1974), footballeur, né à Courbevoie.
- Arletty (1898-1992), actrice, née à Courbevoie.
- Asylum Party, groupe de rock, fondé à Courbevoie.
- Albert Ayat (1875-1935), escrimeur, double champion olympique en 1900, est mort à Courbevoie.
- George Barbu Știrbei (1828-1925), prince et homme politique roumain, ministre des Affaires étrangères, père adoptif des femmes peintres Georges Achille-Fould et Consuelo Fould.
- Bartabas (1957), metteur en scène, né à Courbevoie.
- Didier Bénureau (1956), acteur, né à Courbevoie.
- Henri Betti (1917-2005), compositeur et pianiste, mort à Courbevoie.
- Michel Blanc (1952-2024), acteur, né à Courbevoie.
- Marc Blondel (1938-2014), syndicaliste, né à Courbevoie.
- Bernard Boesch (1914-2005), artiste peintre et architecte, a vécu à Courbevoie à la fin des années 1930.
- Adrien Louis de Bonnières, duc de Guînes (1735-1806), a laissé son nom à l'hôtel de Guines qu'il loua en 1784 pour le restant de sa vie.
- Pierre Boucher (1772-1831), colonel du Premier Empire, né à Courbevoie.
- Pierre Bourgoin (1912-1966), résistant français décédé à Courbevoie.
- Marcel Brunnarius (1884-1916), architecte. Son nom est inscrit sur le monument aux morts de Courbevoie et au Panthéon parmi les 560 écrivains morts au combat pendant la Première Guerre mondiale.
- Philippe Candeloro (1972), patineur artistique, né à Courbevoie.
- Jean-Baptiste Carpeaux (1827-1875), sculpteur, mort à Courbevoie. Un espace culturel, un square et une rue sont nommés en son honneur.
- Pierre Jean Edmond Castan (1817-1895) peintre français, mort à Courbevoie.
- Louis-Ferdinand Céline (1894-1961), écrivain, né à Courbevoie.
- Lucien Choury (1898-1987), coureur cycliste sur piste, champion olympique en tandem en 1924, né à Courbevoie.
- Jean-Pierre Darroussin (1953), acteur, né à Courbevoie.
- Madeleine Dedieu-Peters (1889-1947), compositrice, née à Courbevoie.
- Germaine Delbat (1904-1988), actrice, née à Courbevoie.
- Michel Delpech (1946-2016), chanteur, né à Courbevoie[88].
- Arash Derambarsh, éditeur, militant contre le gaspillage alimentaire, conseiller municipal de Courbevoie (divers droite).
- Édouard Dhorme (1881-1966), traducteur de la Bible, marié à Courbevoie, habitant Bécon-les-Bruyères.
- Jean-Blaise Djian (1953), scénariste de bandes-dessinées, né à Courbevoie.
- Jean Dubois, membre de la bande à Bonnot, employé à la société coopérative « l'Indépendante » située 1 rue de la Garenne, a habité Courbevoie.
- Jacques-Henri Duval (1919-1974), acteur, né à Courbevoie.
- Julie Ferrier (1971), actrice et humoriste, née à Courbevoie.
- Louise Berthe Fouet (1858-1935), artiste peintre, morte à Courbevoie.
- Consuelo Fould (1862-1927), femme artiste peintre, sœur aînée de Georges Achille-Fould et fille adoptive du prince George Barbu Știrbei.
- Louis de Funès (1914-1983), acteur, né à Courbevoie[89],[90].
- André Glory (1906-1966), abbé et archéologue, né à Courbevoie.
- Robert Gontier (1915-1944), résistant du réseau Alliance pendant la Seconde Guerre mondiale, né à Courbevoie.
- Olivier Jardé (1953), homme politique, né à Courbevoie.
- Stanick Jeannette (1977), patineur artistique, né à Courbevoie.
- Kekra, rappeur, né à Courbevoie.
- Kool Shen (1966), rappeur, habite Courbevoie.
- Maurice Labro (1910-1987), réalisateur, né à Courbevoie.
- Guillaume Lacour (1980), footballeur, né à Courbevoie.
- Pierre Lagaillarde (1931-2014), militant de l'Algérie française, né à Courbevoie.
- Jacques Henri Lartigue (1894-1986), photographe, né à Courbevoie.
- Nicolas Lhernould, (1975), évêque catholique, né à Courbevoie.
- Georges Limbour (1900-1970), écrivain et poète, né à Courbevoie.
- Louis-Alexandre Mérante (1828-1887), danseur et chorégraphe, mort à Courbevoie.
- Patrick Pécherot (1953), journaliste et écrivain, né à Courbevoie.
- Guillaume Pierre François Petit (1804-1875), homme politique, né à Courbevoie.
- Pauline Rebour (1878 -1956), enseignante et avocate, morte à Courbevoie.
- Donald Reignoux (1982), acteur et doubleur, né à Courbevoie.
- William Rémy (1991), footballeur, né à Courbevoie.
- Michel Rocard (1930-2016), homme politique, né à Courbevoie.
- André Ruellan (1922-2016), écrivain sous le pseudonyme de Kurt Steiner et scénariste de films policiers, né à Courbevoie.
- Robert Sénéchal (1892-1965), industriel, pilote de course automobile et aviateur, a dirigé une usine située rue Louis-Blanc à Courbevoie.
- Marc Snir (1948), informaticien, né à Courbevoie.
- Pierre Soulages (1919-2022), artiste peintre, a vécu à Courbevoie[91].
- Pierre Jacques Thorin de La Thanne (1715-1803), maréchal de camp, né à Courbevoie.
- Jean-Claude Vannier (1943), auteur-compositeur-interprète, né à Courbevoie.
- Voutch (1958), dessinateur, né à Courbevoie.
- Françoise Xenakis (1930-2018), romancière et journaliste, morte à Courbevoie.
- Alaeddine Yahia (1981) footballeur, né à Courbevoie.

### Héraldique, logotype et devise

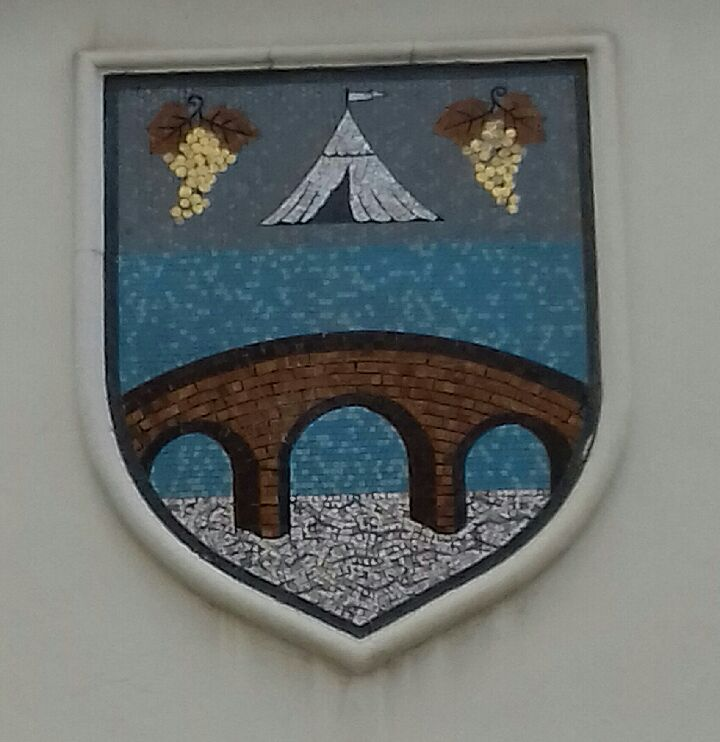
Blason en mosaïque. Transformateur électrique rue Baliat (quartier de Bécon).
Logo de la ville de 1999 à 2012.
Le logo de la ville en 2023.

| Armes de Courbevoie | Elles peuvent se blasonner ainsi aujourd’hui : D'azur au pont courbe de trois arches d'or, maçonné de sable et posé sur des ondes d'argent mouvant de la pointe, au chef cousu de gueules chargé d'une tente d'argent accostée de deux grappes de raisin d'or tigées et feuillées de sinople. |

Un délibération du conseil municipal du 13 mars 1990 en donne cette description : 
« À l'écu antique de France portant d'azur qui est bleu de France fabriqué autrefois à Courbevoie en 1837. Au pont courbe à trois arches d'or maçonné de sable sur une rivière d'argent ombrée d'azur qui est du pont de Courbevoie. Au chef de gueules, à la tente d'argent qui est ville de garnison accompagné de deux ceps grappés d'or, souvenir du pays autrefois vignoble. L'écu posé sur un cartouche est accompagné à dextre et à sénestre de branches de chênes fruité au naturel (emblème de la force et arme du peuple) et d'olivier fruité au naturel (emblème de la paix et du travail). Les deux branches nouées aux couleurs tricolores de la France. La couronne murale à quatre tours représente le symbole d'une ville de deuxième classe. »
La devise de Courbevoie est : « Curva via mens recta » (« voie courbe, esprit droit » en latin).

## Pour approfondir